# 超ロボット生命体 トランスフォーマー プライム
『超ロボット生命体 トランスフォーマー プライム』（ちょうロボットせいめいたい トランスフォーマー プライム、Transformers: Prime）は、アメリカなどで放送されたトランスフォーマーシリーズのコンピュータアニメーションである。

## 概要
『トランスフォーマー アニメイテッド』から約1年半振り（米国では3年振り）となるトランスフォーマーのテレビアニメ作品。アニメシリーズとしては『ビーストウォーズリターンズ』以来のフルCGアニメであり、制作はハズブロ社が設立した『ハズブロ・スタジオ』、アニメーション制作は日本のデジタル・アニメーションスタジオ『ポリゴン・ピクチュアズ』が担当。この合作は、以前にポリゴン・ピクチュアズと仕事をした『プライム』のディレクターからの指名により実現している。
シーズン3、最終シーズンは引き続きポリゴン・ピクチュアズが日本側制作を担当すると共に、同社とマレーシアのアニメーションスタジオ「シルバー・アント」による合弁会社『Silver Ant PPI』による制作となる。
米国ではハズブロとディスカバリー・チャンネルが運営する子供向けチャンネル『Hub Network』の開局と同時に放送が開始された。シーズン2の放送では最終回に伴い、2012年11月1日に「Transformers Prime 26-Hour Takeover」として26時間連続52話一挙放送の特番が組まれた。
テレビシリーズはシーズン3『Beast Hunters（ビーストハンターズ）』で終了し、完結篇であるテレビ映画『Beast Hunters: Predacons Rising（ビーストハンターズ：プレダコン・ライジング）』が展開された。

## 特徴
原作および製作総指揮として実写映画版『トランスフォーマー』『リベンジ』の脚本を担当したロベルト・オーチーとアレックス・カーツマンのコンビが参加している。
人間のキャラクターデザインは『アニメイテッド』と同様カートゥーン調だが、オプティマスプライムのビークルモードや、バンブルビーの声など、『実写映画版』を意識した設定が多く使用されている。
脚本や各種デザイン、ストーリーボード、絵コンテなどの2D素材制作を米国側で行い、日本側でそれらを3DCGに起こすという体制が採られている。シーズン1の後半では日本側で提案したデザインも絵コンテに反映されているとのこと。
登場するトランスフォーマーの多くには顔に眉毛状のパーツがあり、過去の作品に比べより人間に近い豊かな表情表現を行っている。各話演出のヴィントン・ホイクは「トランスフォーマーたちが実際のロボットではなく、考え、感じ、生きている存在であるということを重要視している」と語っている。
変形はバンクを用いず、芝居の中で多様に変形され、そうした変形には『初代』のころから変形を描いてきた「変形隊長」と呼ばれる手描きアニメーターの監修が入っている。CG制作ディレクターの林弘幸は本作品の変形システムのメリットとして「滑りながら変形しつつ、次の動作に持っていけたりする」ということを挙げている。
放送形態の違いから、『アニメイテッド』と比べシリアスなストーリーが存在し、日本では問題となる表現も明確に描かれている。
時系列では、2010年に発売されたゲーム『Transformers: War for Cybertron（トランスフォーマー: ウォーフォーサイバトロン）』（日本未発売）の後とされている。
米国などにおいては『Transformers Rescuebots（トランスフォーマー レスキューボッツ）』（日本未放映）、『Transformers: Rescue Bots Academy（トランスフォーマー レスキューボッツアカデミー）』（日本未放映）と同一の世界観となっており、オプティマスプライムとバンブルビーが出演している（外見のデザインは大幅に異なるが、オプティマスプライムの声やバンブルビーの電子音は共通している）。

## シーズン2以降の日本展開
北米などでのシーズン3『Beast Hunters（ビーストハンターズ）』の放映開始と日本でのシーズン2終了の時期が重なったこともあり、日本ではシーズン2までの全52話で放映が終了。2020年時点においてシーズン3『Beast Hunters（ビーストハンターズ）』の放送は決まっていない。そのため実質の最終回である第52話はストーリー上、『ビーストウォーズ』と同様のバッドエンド同然の状況でクリフハンガー状態に陥るという形（未完のまま打ち切り）の結末を迎えているが、日本語版ではラストシーンに微妙な変更が加えられている。また海外ではシーズン3『Beast Hunters（ビーストハンターズ）』の続編として完結篇であるテレビ映画『Predacons Rising（プレダコン・ライジング）』が制作された。
日本では、2013年より『参乗合体 トランスフォーマーGo!』の名称でシーズン3『Beast Hunters（ビーストハンターズ）』とは異なる後続シリーズを開始（ただし、テレビ放映のないOVA作品となる）。オリジナルトイとシーズン3『Beast Hunters（ビーストハンターズ）』玩具のリペイントを含む展開している。『プライム』最終回後の続編となり、オプティマスプライムもハンターオプティマスプライムから終盤の主人公となるオプティマスエクスプライムへとオリジナルの姿に変換している。
そして『プライム』の正式な続編として『Predacons Rising（プレダコン・ライジング）』の後日談より始まる『Transformers Robots in Disguise（邦題：トランスフォーマー アドベンチャー）』が2015年3月から放送。戦争終結後のバンブルビーの成長譚を描いており、大幅に作風を変えている。

## あらすじ
自由を愛するオートボットと武力的支配を望むディセプティコンの戦いによって、トランスフォーマーの故郷サイバトロン星は滅んでしまう。
生き残ったオプティマスプライム率いる部隊は地球に逃れ、アメリカ政府の協力を得ながら一般市民に隠れて活動を続けてきた。しかし、ディセプティコンが3年振りに活動を活発化。地球を舞台に再びオートボットとディセプティコンの戦いが勃発することとなった。

## キャラクター
声優は、日本語版 / 英語版。

### トランスフォーマー

#### オートボット / Autobots
アメリカのネバダ州を拠点に活動するオートボットの生き残り。大戦時は多数の仲間がいたが、サイバトロン星滅亡時に宇宙各地に散っており、現在は司令官オプティマスプライムを中心に僅かな人員で構成されている。サイバトロン星より地球へ逃れてからは、人間の防守と地球で活動しているディセプティコンの撃退を主な任務としている。アメリカ政府とは秘密協定を結んでおり、要請に応じて協力する他、技術提供も行っている。
第50話は回想での登場で、『Beast Hunters（ビーストハンターズ）』第8話（第60話）は未登場。
オプティマスプライム / Optimus Prime
声 - 森川智之 / ピーター・カレン
オートボットのリーダーで主人公。実写版に近い、ボンネットタイプの赤と青のトレーラートラックに変形する。普段はトレーラー部のみだが、必要に応じてコンテナを牽引する。
冷静沈着かつ理性的な性格で、どんな相手にもまず平和的な対話による和解を求めようとする平和主義者。ディセプティコンに対してもその姿勢は変わりなかったが、メガトロンの攻撃でラフが瀕死の状態に陥る事態を受けて、ディセプティコンとの平和的解決を諦めることになる。
第26話で復活したガイアユニクロン封印のためにマトリクスを開放するも、代償にプライム就任前から現在までの記憶を失いオライオンパックスの人格になってしまう。第27話でメガトロンに騙されディセプティコンに加わるが、第29話でオートボットや人間の仲間たちの活躍により再びマトリクスを身に宿すことによって記憶を取り戻しオートボットに復帰した。
第52話ではディセプティコンからの総攻撃を受けるオメガワンから全員を逃がし、ただ一人基地に残りマトリクスセイバーでオメガワンの設備を破壊しようとした。
シーズン3『Beast Hunters（ビーストハンターズ）』では、この後そのまま基地と共にネメシスのレーザー光線砲で吹き飛ばされ瀕死となるが、スモークスクリーンの機転によって密かに回収され助けられる。最初は死を選び、彼に新たなプライムになれと伝えるが、第4話（第56話）で機能停止寸前に精神がオールスパークの中に飛ばされた際にアルファトライオンと再会し、まだ死にたくないという本心を伝えるが、現実世界の体は機能を停止し、マトリクスも体外に排出されてしまう。しかし死を認めないスモークスクリーンに励まされソラスプライムハンマーによって強化改造され復活し、新たに会得した飛行能力でダークマウントの攻略の最中にあった仲間たちの救援に駆けつけ、人間たちとの共同作戦でこれを破壊した。終盤では拐われたラチェットの救出と戦艦ネメシスに再建されたオメガロックを奪取するために指揮をとり、メガトロンとの最終決戦に挑んだ。
サイバトロン星が復活した後、人間と別れることを決意し、ラチェットを除く仲間たちと共に帰還した。
武器は両腕から変形させるソードとブラスター。普段は素顔を晒しているが戦闘の際には口元を隠すようにマスクが展開する。強化改造後は左腕を変形させるブラスター、強固になった肉体による格闘と巨大なガトリンクガンを使用する。また、ビークルモードであるトレーラートラックも失われ、ファウラーが用意した特別仕様の装甲車をスキャンした。
最終シーズンで完結篇の『Predacons Rising（プレダコン・ライジング）』では、バンブルビーに戦士の洗礼を施すと共にマトリクスセイバーを託し、自身はホイルジャックと共にプライマス復活のため、宇宙に打ち上げられたマトリクスの捜索に向かう。マトリクスは無事回収に成功したが、プライマス復活に呼応して封印の解けたユニクロンがサイバトロン星を攻撃していることを知り急行し、メガトロンの死体を乗っ取ったユニクロンであるユニクロンメガトロン / Unicron Megatronと対決し、戦闘中オールスパークを体内に取り込み空になった吸引器を利用してユニクロンのスパークそのものを封印することに成功する。全てが終わった後、オートボットのメンバーに別れの言葉と共にプライムの時代の終焉を告げ、マトリクスとオールスパークを自らの肉体ごとプライマスに返還し、故郷と一つになり消えていった。
日本語版での肩書は「司令官」で、一人称は「私」。日本語版のWEB限定の番宣では「ドラえもん」や「ちびまる子ちゃん」のものまねに走ったり、「テヘペロ!」と叫んだりとかなり弾けた一面を強調していた。
公式人気投票ではキャラクター部門では5位（44票）で、トイ部門では3位（71票）。
オライオンパックス / Orion Pax
マトリクス継承前のオプティマスプライム。ラチェット曰くジャックに似た性格だったらしく、劇中でも控えめな性格ではあったが正義感の強さは今のオプティマスプライムにも通じる部分がある。
サイバトロン星の黄金期に歴史上の出来事を記録する情報収集員として働いていたが、過去を知る内に政治の怠慢と民衆の不平等に不満を抱き、当時改革を訴えていた剣闘士メガトロナス（メガトロン）を支持し共に改革を目指した。しかしプライム継承問題でメガトロンと決裂し戦争が勃発。惑星の中枢でプライマスと接触しマトリクスを与えられオプティマスプライムとなった。
日本語版での肩書は「情報収集員」で、一人称は「私」。
バンブルビー / Bumblebee
声 - 無し / ウィリアム・フレンドル（『Beast Hunters（ビーストハンターズ）』第13話（第65話）、『Predacons Rising（プレダコン・ライジング）』のみ）
オートボットの少年兵。黄色に黒のストライプが入ったスポーツカー（アーバナ500なる架空の車種）に変形する。オートボット内でも年若く子供っぽいところがあり、勇敢だが無謀な行動に出ることも。パートナーのラフと仲が良く、彼とはテレビゲームなどでよく遊んでいる。
かつてメガトロンによる激しい尋問でボイスボックスが損傷し、声を出すことが出来ないため、周囲とは電子音でコミュニケーションをとっている。このため人間とのコミュニケーションに難があるものの、パートナーであるラフやオートボットたちとは意思疎通が出来ている。
シーズン3『Beast Hunters（ビーストハンターズ）』では、ラフの提案でディセプティコンの追跡を逃れるために第1話（第53話）で黄色と黒を基調としたカラーリングに変えている。
最終話である第13話（第65話）において、オプティマスプライムにマトリクスセイバーを投げ渡そうとしたところをメガトロンに撃ち抜かれ絶命してしまうが、その直後遺体が起動中のオメガロックに落ちたことで蘇生。勝利を確信し油断していたメガトロンをマトリクスセイバーで刺し貫き、オートボットを勝利に導いた。オメガロックにより蘇生した際、ボイスボックスも完全に修復され声が出るようになった。
サイバトロン星が復活した後、共に戦ったパートナーのラフと別れることを決意し、ラチェットを除く仲間たちと共に帰還した。
武器は両腕から変形させる左右2対4門のブラスター。動作は非常に機敏で、小柄な体を活かした肉弾戦を得意とする。
日本語版での肩書は「情報員」。
『深夜の完全変形2時間スペシャル!』でのインタビューでは喋らなかったが、これからの見どころではラフの声を担当したくまいもとこの声で喋っていた。
公式人気投票ではキャラクター部門では9位（20票）。
ラチェット / Ratchet
声 - 飛田展男 / ジェフリー・コムズ
オートボットの軍医兼技術者。白と橙の救急車（ハマー・H2）に変形する。真面目で責任感が強い性格だが堅物で神経質なところがあり、地球の技術や人間を見下すような発言が多く、故郷への帰還意欲が強い。一度吹っ切れると止まらなくなることがある。主に治療と基地の整備を担当し、留守を預かることが多い。オプティマスプライムとは古くからの友人関係にあり、オプティマスプライムが不在の際には彼に代わって指揮することもある。博識で、作中に登場するサイバトロン星の出来事や特殊なアイテムにも非常に詳しい。
シーズン3『Beast Hunters（ビーストハンターズ）』では、絶望的な状況に自暴自棄になっていたが、希望を捨てないバンブルビーとラフに説得され復帰。第10話（第62話）においてオメガロック再建のために合成エネルゴンを完成させたい企むディセプティコンによって拉致され、メガトロンに一度完全に断たれた「故郷の復活」をちらつかされ協力を承諾してしまう。そして完全な合成エネルゴンを完成させるが、データを抹消した上で騒ぎを起こし脱走を試みる。だがそれもメガトロンとサウンドウェーブによって阻止され、オートボットに恨みをもつプレダキングに殺されかけるも機転を利かせ脱出。オプティマスプライムに通信を試みネメシスの位置を特定させ、決戦の舞台を整え、サイバトロン星が復活した後、人間の技術を学ぶため唯一地球に留まった。
最終シーズンで完結篇の『Predacons Rising（プレダコン・ライジング）』では、スモークスクリーンの要請で地球からサイバトロン星に帰還する。バンブルビーの要請でグランドブリッジを起動させ、ユニクロンの力で復活したメガトロンの攻撃によって熔鉱炉に落とされそうになった彼を含めたバルクヘッド、アーシー、スモークスクリーンを救出した。その後は瀕死の重傷を負った精鋭部隊隊長である副司令官ウルトラマグナスを治療していたため、終盤まで出番は無かった。
武器は両腕を変形させるブレードで、チームの中で唯一銃火器を装備していない。戦闘は不慣れだが、オプティマスプライムにも劣らない奮戦振りを見せる。
日本語版での肩書は「看護員」で、一人称は「私」。この番組では珍しく、序盤からアドリブが多く、原語版よりも遥かに親しみやすくなっている。「それ使うのに！」が口癖。
このためなのか公式人気投票のキャラクター部門では2位（72票）（サウンドウェーブと同率）を獲得している。トイ部門では9位（21票）。
バルクヘッド / Bulkhead
声 - 長嶝高士 / ケビン・マイケル・リチャードソン
巨漢のオートボットで重量級のパワーファイター。緑のSUVに変形する。剛毅かつ気さくな性格。気は優しいが感情的になりやすく、八つ当たりして基地の備品を壊してしまうこともしばしば。また大きな体躯に似合わずミニコンを極度に恐れる気の小さいところがある。パートナーのミコとは気が合い趣味なども共有しているが、勉強を真面目にしない彼女を諭す父性的な一面も見せている。
大戦前は建設作業員に従事していた他、チーム・プライム（オプティマス部隊）に入る前はホイルジャックと共にレッカーズに所属していた。同じパワーファイターであるディセプティコンの偵察兵ウォーブレークダウンとは因縁の仲で、彼との勝負については非常にこだわっていた。
第41話で毒エネルゴンを巡る戦いでハードシェルの攻撃を受け、一時危篤状態に陥る。その後、意識を取り戻すも下半身に後遺症が残る事になったが、リハビリの末完治し第45話で戦線に復帰した。
シーズン3『Beast Hunters（ビーストハンターズ）』では、レッカーズ規約に則りミコと共にジャスパー郊外に留まり、無事にディセプティコンから逃げ出してきたホイルジャックと合流、行動を共にする。そりの合わないホイルジャックと精鋭部隊隊長である副司令官ウルトラマグナスの緩衝材となることが多い。
サイバトロン星が復活した後、共に戦ったパートナーのミコと別れることを決意し、ラチェットを除く仲間たちと共に帰還した。
武器は腕を変形させるブラスターと鉄球状のハンマー。また胸部の装甲に人が一人入る程度のスペースがある。
日本語版での肩書は「警備員」で、一人称は「俺」。
公式人気投票のキャラクター部門では12位（13票）（ディセプティコンビーコン、スカイクエイクと同率）。
アーシー / Arcee
声 - 伊藤静 / スマリー・モンタノ
オートボットの紅一点。青いバイクに変形する。普段はパートナーであるジャックの愛車として行動を共にしている。強気な性格で男勝りの勇敢さを持ち、任務や使命に対しても真面目である。
パートナーを組んでいたテイルゲート、クリフジャンパーを殺された過去があり、特にテイルゲートを殺したエアラクニッドに対しては強い恨みを抱いている。そのため彼らのことになると冷静ではいられなくなり、時に命令違反も犯していたがオプティマスプライムから復讐は平和を遠ざけると諭され、気持ちを改めるようになる。前述の経験から、かつての自分に似た心境の仲間に助言をするなど優しい一面もある。
シーズン3『Beast Hunters（ビーストハンターズ）』では、第2話（第54話）で最も早く精鋭部隊隊長である副司令官ウルトラマグナスと合流。宇宙船を使って仲間たちと合流した。なお、第8話（第60話）でのエアラクニッドについては明言されなかった。バンブルビーやスモークスクリーンと共に「ステルスチーム」として活動することが多い。
サイバトロン星が復活した後、共に戦ったパートナーのジャックと別れることを決意し、ラチェットを除く仲間たちと共に帰還した。
武器は両腕を変形させるブラスターとブレード。軽快な動きと併せて女性ながらも戦闘力ではディセプティコンにも引けを取らない。
日本語版での肩書は「偵察員」で、一人称は「私」で、「最悪！」と「お仕置きよ」が口癖。
公式人気投票ではキャラクター部門では8位（26票）で、トイ部門でも8位（23票）。
後に「レジェンズ」の玩具のクロミアに付属している漫画（出張版第11話）にも登場している。
ホイルジャック / Wheeljack
声 - 泰勇気 / ジェイムズ・ホラン
第8話から登場したオートボットの生き残りの戦士。アリタリアカラーの、ランチア・ストラトス風のスポーツカーに変形する（地球に滞在することが決まった第32話から）。
オートボットだけでなくディセプティコンの間でもその名を知られる英雄。元はオートボットの別動隊レッカーズのメンバーで、バルクヘッドとは兄弟分の関係にある。性格は粗暴で血気盛ん。単独行動を好み長い間オートボットの生き残りを探すなど一人で活動していた。
当初は愛機のスターハンマーで宇宙を流離っていたが、第32話でドレッドウイングを追って再び地球に飛来したのを機に留まることになる。しかし、オプティマスプライムの部隊には加わらず単独での旅を続けており、非常時のみ増員として任務に参加している。流離いの一匹狼な性格ゆえかオートボット基地に寄ることもほとんどないが、第40話のアイアコンの遺産争奪戦ではサウンドウェーブと交戦、第42話でハードシェルによってバルクヘッドが重傷を負った際もハードシェルをおびき出して戦うなど、ここぞというところではオートボットへ力を貸している。
第52話では総攻撃を受けるオメガワンを守るためにファウラーと共にビーコンやインセクティコン相手に戦うが、スタースクリームによってスターハンマーごと撃墜された。なお、第51話でのドレッドウイングの死については明言されなかった。
シーズン3『Beast Hunters（ビーストハンターズ）』では、その後第1話（第53話）でディセプティコンに再び捕らえられ溶鉱炉に落とされそうになるも、第2話（第54話）で機転を利かせ脱出しバルクヘッド達と合流を果たし、第3話（第55話）でさらに自身に仕掛けられていた発信機をも利用し追撃部隊を壊滅させたり、第9話（第61話）でウルトラマグナスと共にプレダキングを圧倒したりと、シーズン1、シーズン2ではあまり見せる機会の無かった戦闘能力の高さを存分に見せ付けた。レッカーズ解散の間接的な原因になったウルトラマグナスとはそりの合わないものの、戦闘時には抜群の連携を見せる。
サイバトロン星が復活した後、ラチェットを除く仲間たちと共に帰還した。
武器は日本刀を思わせる2本のサーベルと両腕を変形させるブラスター、終盤ではウルトラマグナスが所持していたエレクトロウィップも使用するようになる。腰に携えたグレネードで罠にかける戦法も得意とする。ちなみに、彼がグレネードを装備していることもあるが、彼が登場する回は派手な爆発で締め括られることが多い。オプティマスプライム同様、戦闘の際には口元を覆うようにマスクが展開され、その際には初代の同名のキャラクターに似たような顔になる。
日本語版での肩書は「侍」で、一人称は「拙者」であり、「〜で候」といった侍口調で喋る。
原語版のOP映像には登場しないが、日本語版のOP映像とED映像では第32話から登場する。
公式人気投票ではキャラクター部門では10位（15票）で、トイ部門では7位（25票）。
スモークスクリーン / Smokescreen
声 - 興津和幸 / ノーラン・ノース
第44話から登場したオートボット精鋭部隊エリートガード所属の戦士。トリコロールの配色の、ポルシェ・918に似たスポーツカーに変形する。
オプティマスプライムを尊敬する、非常に楽天的なお調子者。エリートガードにて訓練を受けてはいるが実戦経験に乏しく、地球に来るまで本格的な戦闘はほとんどなかった。精神的にも未熟な面があり、戦いでの活躍を熱望している。一方で頭の回転が早く、彼なしでは切り抜けられなかった事態も多い。
大戦時はアイアコンにてアルファトライオンの護衛係を務めていた。しかしディセプティコンによるアイアコン侵攻で交戦の末囚われ、護送船に乗せられたが隙を見て脱出ポッドで逃走。ポッドが地球に引き寄せられたことで地球に来訪する。実はアルファトライオンの手で体内にオメガ・キーの一つを仕込まれていた。そのことを知ったディセプティコンに身柄を拘束され、オメガ・キーを摘出されたが、後に自力で脱出している。
シーズン3『Beast Hunters（ビーストハンターズ）』では、脱出直後に荒廃したサイバトロン星に戻りオメガロックに残ってあったフェイズシフターを回収し、それを用いて破壊されたオメガワン基地に戻り、瀕死のオプティマスプライムを救出する。彼に新たなプライムになれと言われるも励まし続け、奪還したソラスプライムハンマーによって強化改造して復活させている。カラーリングを変更したバンブルビーを見て、第5話（第57話）から自身も青と黄色を中心としたカラーリングに変更している。
サイバトロン星が復活した後、ラチェットを除く仲間たちと共に帰還した。
武器は両腕を変形させるブラスター。また、スタースクリームからエイペックスアーマーを強奪したり、メガトロンを出し抜いてオメガ・キーの一本を入手したりする際にフェイズシフターを役立てており、同アイテムの事実上の専用装備者になっている。
日本語版での肩書は「エリートガード」で、一人称は「俺」。オプティマスを始めとしたチームのメンバーのほとんどには「〜っす」といった後輩口調で接していたが、回を追うごとにオプティマス以外には普通に語りかけるようになっていった。
原語版のOP映像には登場しないが、日本語版のOP映像とED映像では第40話から登場する。
日本語版のWEB番宣の第46話の予告では名前の日本語直訳「煙幕」に因んでアーシーから「エンマくん」と呼ばれたり、第45話の予告では興津が声を担当している他作品のキャラの決めセリフを発したこともある。
ウルトラマグナス　/ Ultra Magnus
声 - （日本版未登場） / マイケル・アイアンサイド
シーズン3『Beast Hunters（ビーストハンターズ）』第2話（第54話）から登場。オートボットの精鋭部隊隊長である副司令官。オプティマスプライムと同型のトレーラートラックに変形する（彼と違いカラーリングは青がメイン）。
大戦時代からオプティマスプライムの副官を務めていた古参の戦士。第52話でオメガロックから放たれたビームを観測して地球へと来訪し、散り散りになった仲間たちを回収し臨時司令官としてまとめ上げる。
性格は根っからの軍人で規律にうるさく、語尾に必ず「サー」とつけることを地球人にまで強要するほどである。その堅物度合から（特に確執のあるホイルジャックから）煙たがられることもしばしば。大戦末期にはレッカーズの隊長に就任していたが、レッカーズの自由すぎる気風と生真面目な性格が合わず衝突し、間接的な解散の原因を作ってしまった。しかし出会ったばかりのミコのあしらい方を心得ていたり、個々の能力を把握し的確に役割を割り振るなどただ真面目一辺倒の人物ではなく司令官としては優秀である。第9話（第61話）にてクローン（同胞）を全滅させられ激昂したプレダキングと交戦するが、その際に右手を潰されてしまい、それ以降はありあわせの義手を装着している。オプティマスプライム復帰後、最初は軍人として頑なであったためにチームから孤立していたが、オプティマスプライムから「チームは軍隊ではない、それ以上の家族だ」と諭され、以降チームとの関係を回復し性格が丸くなった。
サイバトロン星が復活した後、ラチェットを除く仲間たちと共に帰還した。
最終シーズンで完結篇の『Predacons Rising（プレダコン・ライジング）』では、サイバトロン星の復興に努めていたが、スタースクリームとショックウェーブが復活させたプレダコンであるスカイリンクスとダークスティールにスモークスクリーンと共に襲われ、瀕死の重傷を負わされてしまう。その後はスモークスクリーンの要請で地球からサイバトロン星に帰還したラチェットによって治療を受けたため、終盤まで出番は無かった。
武器はブラスターと大型ライフル。オプティマスプライム復帰後は効力を失ったソラスプライムハンマーを武器として使用する。
日本版玩具での肩書は「精鋭部隊隊長」。

#### その他のオートボット
クリフジャンパー / Cliffjumper
声 - 杉山紀彰 / ドウェイン・ジョンソン（第1話）、ビリー・ブラウン（第43話）
第1話及び第12話と第43話の回想シーンで登場した、頭部の角がトレードマークの屈強なオートボットの戦士。今作にて最初に登場したトランスフォーマーでもある。旧式のダッジ・チャレンジャーまたはプリムス・バラクーダを思わせるような赤いマッスルカーに変形。
血の気が多い自信家だが非常なおしゃべりで、仲間との会話はもちろん戦闘中や危機的状況でも絶えず無駄口を叩いている。テイルゲートの件で心を閉ざしていたアーシーを思いやるなど、仲間思いなところも。
アーシーと共闘、共に地球に到着したことで、テイルゲート亡き後の彼女のパートナーを務めていた。オプティマスプライムたちと共に地球で活動していたが、第1話でディセプティコンの大軍を相手に単身戦闘を挑んだ末に拉致され、スタースクリームにより殺害される。さらにその亡骸は第2話でダークエネルゴンを注入されテラーコンに変貌、エネルゴン鉱山の爆発に巻き込まれることになる。
武器は両腕を変形させる三連カノン。バンブルビー同様肉弾戦も用いるが、あちらとは異なりパワーを重視している。
日本語版での肩書は「戦闘員」で、一人称は「俺」。第1話の冒頭で「クリフジャンパーの唄」なるものを披露したりするなど、原語版より性格が強調されている。また、演じた杉山の演技や声質により、ワルなところがある爽やかな青少年のようなキャラクターになっていた。
公式人気投票のキャラクター部門では11位（14票）。
テイルゲート / Tailgate
声 - 石上裕一 / ジョシュ・キートン
第12話の回想シーンで登場。かつてアーシーのパートナーを務めていたオートボットの戦士であり故人。大戦時にアーシーと共に任務に就いていたがエアラクニッドによって捕縛され、拷問の末に殺害されてしまう。
全体像は不明だが、海外ではクリフジャンパーの色違い（白と水色が基調）で玩具が発売された。
シースプレー / Seaspray
第32話で名前のみ登場。元レッカーズのメンバーでバルクヘッドとホイルジャックの友人であり故人。宇宙でホイルジャックと合流する直前、ドレッドウイングによって宇宙船ごと爆破され殺害された。
ロードバスター / Roadbuster、パイロ / Pyro、インパクター / Impactor、ローターストーム / Rotorstorm
かつてバルクヘッドとホイルジャックの仲間であったレッカーズのメンバー。全員戦死しており故人である。
アルファトライオン / Alpha Trion
声 - 有本欽隆 / ジョージ・タケイ
公文書保管庫局長にして最初の13人のプライムの1人。オプティマスプライムの師匠でもあり彼をプライムに推薦した人物である。大戦時のディセプティコンによるアイアコン侵攻によって行方不明となる。地球にアイアコンの遺産を送り込んだ張本人で、オートボットが地球へ赴くことを予見し、第47話でマトリクスセイバーにオメガ・キーの存在を示すメッセージと暗号を残していた。
シーズン3『Beast Hunters（ビーストハンターズ）』第4話（第56話）にて、オプティマスプライムが瀕死に陥りオールスパークに意識が飛んだ際に会話を行っているため、アイアコン陥落の際に死亡したと思われる。

#### アニメ本編未登場オートボット
アイアンハイド / Ironhide
日本版玩具オリジナルキャラクター。赤いピックアップトラックに変形する。肩書は「警護員」。
スワーブ / Swerve
日本版玩具オリジナルキャラクター。赤い4WDに変形する。肩書は「鉱石技士」で、玩具での名前はオートボットスワーブ。
戦いより研究に喜びを感じる実績ある優秀な鉱石技師。科学の理論に夢中になるあまり度々事故を起こすため、ほとんど単独で行動している。
腕の中に装備されたセンサーはあらゆる鉱石やエネルゴンの位置を正確に察知できる。優れた分析能力からアームズマイクロンの正体に気付いているが、彼らの秘めた力を守るため、そのことを誰にも言わないと約束している。
レオプライム / Leo Prime
日本版玩具オリジナルキャラクター。ライオンに変形する。エネルゴンマトリクスの力を引き出す太古の剣（エンシェント・ソード）を使う。肩書は「マキシマル上級司令官」。
ユニクロンの脅威を察知し、遠い次元から現代の地球へ現れた。次元の混乱を避けるためオートボットとディセプティコンの戦いに直接関わることはない。
元の世界ではグレートライオコンボイの名で知られているマキシマルの上級司令官。
イーバック / Evac
日本版玩具オリジナルキャラクター。青いスポーツカーに変形する。肩書は「輸送員」で、玩具での名前はオートボットイーバック。

#### ディセプティコン / Decepticons
地球上では大型戦艦ネメシスを拠点とし、各地に拓いた鉱山でエネルゴンを採掘しながら常に移動しながら活動している。
第35話は回想での登場で、第7話、第34話は未登場。
メガトロン / Megatron
声 - 藤原啓治 / フランク・ウェルカー
ディセプティコンのリーダーでメインヴィラン。サイバトロンジェット（エイリアンジェット）に変形する。物語の開始直後までダークエネルゴン探索のために長期不在だった。
性格は冷酷かつ残虐。粗野で力に身を任せた暴君に見えるが、状況を的確に見極め利用する冷静さと狡猾さを持つ。部下の失敗や裏切りは根に持ち自らの手で謀殺しようとするなど陰険な一面もある。大戦時は細菌兵器や化学兵器も開発運用していた。
ダークエネルゴンを取り込みテラーコンによる地球侵攻を企むも、オートボットの作戦とスタースクリームの反逆によりスペースブリッジの爆発に巻き込まれ大破、瀕死の昏睡状態となる。しかし第13話で脳内侵入プログラムで侵入してきたバンブルビーの頭へ逆に入り込み、第14話で彼の体を操って復活を遂げた。昏睡中、ケイオンでオプティマスプライムたちと延々戦い続ける夢を見ており、その様子からバンブルビーにオプティマスプライムを自らの手で倒すことが望みであることを看破されている。絶大なガイアユニクロンの力を借りようとするも、協力を拒否されたことを受け、一時的にオートボットと共闘する。その後オプティマスプライムがこれまでの記憶を失ったことを悟り、彼を騙してアイアコンの遺産のデータを解読させた。アイアコンの遺産の争奪戦にてマトリクスセイバーを獲得したオプティマスプライムに対抗すべく、サイバトロン星の墓場から暴いたプライムの遺体から右腕を移植。ソラスプライムハンマーとダークエネルゴンでダークエネルゴンセイバーを制作し、オプティマスプライムのマトリクスセイバーを破壊した。第52話ではオプティマスプライムにより腕を切断されるも、オメガロックの力で地球に新たな要塞であるダークマウントを建設。オメガワンに総攻撃を仕掛け制圧した。その後の日本版未放送シーンでは、エイリアンジェットに変形して破壊したオメガワンにスタースクリームと共に訪れている。
シーズン3『Beast Hunters（ビーストハンターズ）』では、要塞ダークマウントに構え、自身の望みは制圧による平和と嘯き人間に降伏勧告を行う（人間は奴隷扱い）。ウルトラマグナス率いるオートボットに侵攻された際には圧倒的な物量で彼らを圧倒するが、強化され復活したオプティマスプライムに圧倒され敗北。スタースクリームに諭されて撤退した。なお、この時には切断された腕は既に元の腕に戻った。その後はさらなる戦力を手に入れるため再会したショックウェーブが進めていた「プレダコン計画」を推し進め、クローンであるプレダキングを生み出すが、プレダキングが知恵をつけ進化していき、ついには「プレダコンの王」を名乗り始めたのを受けて、危機感を覚え計画を破棄（彼はメガトロンに恩人のような感情と忠誠を持っていたので結果的には杞憂だった）。オートボットをけしかけクローンを全滅させたが、メディックノックアウトの失言とそれを聞いたラチェットにより真相が露見。プレダキングの怒りを買うがこれを辛くも撃退、船の外に突き飛ばした（後にかろうじて生きていたことが判明した）。最終話である第13話（第65話）でのネメシスにおける最終決戦ではダークエネルゴンセイバーを携えて登場。オプティマスプライムを追い込み、マトリクスセイバーを投げ渡そうとしたバンブルビーを殺害するが、勝利を確信したその瞬間に蘇生したバンブルビーによって胸部を刺し貫かれ機能停止し、地球へと落下していった。
最終シーズンで完結篇の『Predacons Rising（プレダコン・ライジング）』では、長い間ダークエネルゴンを多量に摂取していたことで微かに生きながらえていた。チーム・プライム（オプティマス部隊）がサイバトロン星（すなわちプライマス)を蘇生させたことで、かつて両軍が協力して封印したユニクロンの意識が呼応するようにユニクロンメガトロン / Unicron Megatronとして覚醒してしまい、サイバトロン星を破壊しに行こうとする彼に肉体を強化された上で乗っ取られ、ようやく復活したサイバトロン星を滅ぼしかける事態を招いてしまった。ユニクロンの精神がオプティマスプライムの活躍で引き剥がされ封印されたことで自由の身となるものの、ただ破壊を求めたユニクロンを故郷を滅ぼした己と重ねたことで改心し、スタースクリームやチーム・プライム（オプティマス部隊）たちの前でディセプティコンの解散を宣言、宇宙の彼方へと飛び去って行った。
武器は右腕のフュージョンカノン（Fusion Canon）と、そこから変形するソード。身体能力も怪力を誇るバルクヘッドを圧倒するほどで、オプティマスプライムを除いたオートボットたちが総勢で掛かっても敵わない。
本編では終始冷酷非道で残忍なキャラクターとして描かれているが、HubのCMでは歌を披露したり、視聴者からの質問に答えていたり、日本でのトランスフォーマープレゼントキャンペーンでもカラオケに感化されて一曲歌おうとしたりと、本編外ではユーモラスな扱いをされることもある。Hubで組まれた26時間一挙放送特番の告知CMによればマイリトルポニーのテーマ曲がお気に入りであるとされ、『深夜の完全変形2時間スペシャル!』では部下からの評価を気にしている小心な一面も見られた。
日本語版での肩書は「破壊大帝」で、一人称は普段は「我」だが、偶に「俺様」になる。
「アームズマイクロン劇場」の第16話のハデス劇場では絵師を担当したスタースクリームからは"いじわる大帝"と侮蔑される。また、第16話、第34話でのハデス劇場の題字も担当し、第16話では劇の文字を間違えたが、第34話では直っていた。第18話でガブ、バル、ダイがウェポンリンクしたダークマターカリバーになった際に手だけの状態で登場した。
公式人気投票のキャラクター部門では6位（37票）で、トイ部門では4位（63票）。
メガトロナス / Megatronus
剣闘士時代のメガトロン。名前は最初の13人のプライムの一人、メガトロナス / Megatronusにあやかったもの。
サイバトロン星の黄金時代にケイオンの剣闘士として活躍しながら、サイバトロン星の改革を訴えていた。その後人々の支持を獲得し政治家へ転身、名をメガトロンに改め、親友オライオンパックスと共にサイバトロン星の政治改革に乗り出した。しかしオライオンパックスが自身を差し置いて議会からプライムとして認められたことを受けて議会を去り、ディセプティコンを結成し戦争を起こした。
当初はオートボット同様青い眼をしていたが、議会を去った時点で現在の赤い眼へと変わった他、体色や顔の造形にも若干の差異がある。
スタースクリーム / Starscream
声 - 鶴岡聡 / スティーヴン・ブルーム
ディセプティコンのナンバー2。後退翼を備えたF-16風の戦闘機に変形する。
狡猾で冷酷だが、根は臆病で詰めの甘い典型的な小悪党。様々な作戦を講じるも失敗し、自身へ跳ね返る間抜けな局面が多い。自惚れの強い野心家で、メガトロンの地位を狙い彼を亡き者にしようと企んでいる。ディセプティコンに属していたころはメガトロンに代わってディセプティコンの指揮を執ることが多かったものの、メガトロンや部下からの人望はさほどない。
メガトロンを追い落とそうと策略を巡らせたが失敗し、復活したメガトロンから折檻された上に処刑されかける。その後は心を入れ替えて従順になろうとするがエアラクニッドに追い落とされ、最終的にディセプティコンを離反し、どちらの陣営にも属さない存在となった。その際アーシーとの戦いで頬に傷をつけられている。
ディセプティコン離反後は、エネルゴン不足からM.E.C.H.（メック）に一時協力するがトランスフォームコグを奪われ、トランスフォーム出来なくなってしまう。それからは墜落したハーベンジャーを拠点に活動し、遺産争奪戦ではエイペックスアーマーやレッドエネルゴンを手に入れた。その後スモークスクリーンによってエイペックスアーマーを奪われるが、レッドエネルゴンを利用してオートボットから全てのオメガ・キーを盗み出すことに成功、それを元手にしてディセプティコンに復帰した。復帰後は完全にメガトロンに従順になり、第52話ではビーコンジェネラルを率いてオメガワンを襲撃し、ホイルジャックのスターハンマーを撃墜した。その後の日本版未放送シーンでは、破壊したオメガワンにメガトロンと共に訪れている。
シーズン3『Beast Hunters（ビーストハンターズ）』では、本格的に軍事参謀として活動するが、功を焦って人間の罠にまんまと嵌まる、単純な隠蔽工作にひっかかる、第3話（第55話）で拠点としていたハーベンジャーもオートボット再起のきっかけにされ、メディックノックアウトが回収したエイペックスアーマーを第6話（第58話）でミコに奪われてボコボコにされる、とやる気が空回りして散々な目にあっている。捕えたホイルジャックの拷問も担当するがまんまと逃げられ、付けておいた発信機も逆に利用されてしまったが、最後まで処刑されることはなかった。第8話（第60話）において、サイラスを実験体に合成エネルゴンを投与する実験を行っているメディックノックアウトから話を聞いていたらしく、事情を知った上で忠実な超人兵を作るためにダークエネルゴンを投与するも失敗、テラーコン化し騒動を引き起こした。その間に彼と友情が芽生えたように見えたが、メガトロンに責任を問われた際に、今までのこと全てに罪を擦り付けて裏切っている。しかしその結果としてポッドに幽閉されていたエアラクニッドの脱走と船内のインセクティコン全てと多数のビーコン兵を失うという失敗をしてしまい、第9話（第61話）でメガトロンにそのことを言われていた。プレダコン（プレダキング）の教育も任されていたが、自分の地位を脅かしかねないショックウェーブとプレダキングを非常に嫌っており、しょっちゅう当たり散らすためロクに言うことを聞かせられていない。最終決戦においてメガトロンが倒された際、激しく取り乱しオートボットに襲い掛かり仇を取ろうとするなど、シーズン2以前では考えられないほどの忠誠心を見せた。その後にショックウェーブと共に脱出ポッドで脱出した。
最終シーズンで完結篇の『Predacons Rising（プレダコン・ライジング）』では、メガトロンが倒された後に自身がニューリーダーになろうとしており、懲りていなかった。ショックウェーブと共にプレダキングに代わるプレダコン、ダークスティールとスカイリンクスも作った。その後ユニクロンの力で復活したメガトロンに戸惑い、ショックウェーブと別れ単独で行動し、捕虜となっていたメディックノックアウトを救出しネメシスの奪還を試みたが、彼に裏切られイモビライザーも奪われてしまった。戦いが終わり、メガトロンが宇宙の彼方に飛び去って行った後は、ダークマウント跡地に行きディセプティコンのリーダーになろうと企むが、日頃から見下してきたプレダキング、ダークスティール、スカイリンクスによって襲われるシーンで終わった。
武器は両腕のミサイルと、腕が変形するブラスター。接近戦では両手の鋭い鉤爪を使う。また空中での機動力も極めて優れている。
原語版では日本語版独自の呼称である「Emperor of Destruction（破壊大帝）」を名乗ることがあった。日本語版ではぼやきのようなメタ発言など、ユーモラスな脚色がなされている。
日本語版での肩書は「航空参謀」で、一人称は「俺」。WEB限定の番宣ではしょっちゅう母親らしき相手と電話で話したり、『深夜の完全変形2時間スペシャル!』でのインタビューでは、メガトロンに対してベクターシグマに手を出している、声がその時のメガトロンに似ている云々のコメントを出しており、おまけコーナーであるアームズマイクロン劇場では第6話で登場した手製イラストの絵葉書によると国立在住となっており、第16話ではイラストを担当した。
公式人気投票のキャラクター部門では1位（91票）で、トイ部門では6位（41票）。
スタースクリーム・クローン / Starscream clone
声 - 鶴岡聡 / スティーヴン・ブルーム
第36話に登場。スタースクリームがハーベンジャー内で見つけたプロトフォームに自分のエネルゴンを注入して作り上げたクローン。合計5体存在する。
オリジナルと違いトランスフォームコグを内蔵しているため変形が可能。しかし痛覚も共有しておりクローンの受けた痛みがスタースクリーム本人にも伝わってしまう。
オリジナルの命令でメガトロン暗殺のためネメシスに潜り込んだが、1体は偶然に船に入り込んでいたバルクヘッドに遭遇して破壊される。残り4体がメガトロンの元に辿り着いたものの一瞬の隙を突かれて3体は返り討ちに遇い、残った最後の1体もオリジナルを殺して成り代わろうとしたこと察知され、オリジナル自身の手で処分された。この個体は死亡後にトランスフォームコグを抜き取られ、ディセプティコン復帰後にメディックノックアウトによってオリジナルの身体に移植された。
日本語版では「－だべ」や「－だス」など語尾に方言が付けられている。
サウンドウェーブ / Soundwave
声 - 無し / フランク・ウェルカー（シーズン3『Beast Hunters（ビーストハンターズ）』第10話（第62話）のみ）
メガトロンの腹心の一人。無人偵察機に変形する。自身の声を持たず、録音した他人の台詞を引用してコミュニケーションを図る。顔は画面状になっており映像を映すことができるが、彼自身の表情を映すことはない。
大戦前、メガトロンがメガトロナスであったころから右腕として付き従ってきた古参。忠誠心は絶大で、メガトロンを追い落とそうとするスタースクリームを出し抜いたり、メガトロンを見捨てようとしたエアラクニッドをあっさり叩き伏せたこともある。
アイアコンの遺産を巡った第40話のホイルジャックと戦闘では激戦の末に勝利を収めてレゾナンスブラスターを獲得するものの、その間にラチェットとラフによってレーザービークにウィルスを埋め込まれ、オートボットに情報が流出することになった。
上記の通り本来の戦闘能力は高いが、主に情報収集やハッキングなどを行なっており、前線へ出ることは滅多になく戦闘自体を極力避ける傾向がある。小型偵察機レーザービークやケーブルを戦闘に応用し、胸部にビーム機銃を備えている他、盾のような腕を合わせた攻防一体の戦法を得意とする。
シーズン3『Beast Hunters（ビーストハンターズ）』では引き続き活躍し、第8話（第60話）で復活し脱走したエアラクニッドと彼女によって再び洗脳したインセクティコンをグランドブリッジを使用しサイバトロン星近辺の月がある小惑星に放逐した。第10話（第62話）で増援に現れたところをオプティマスプライムに迎撃され捕まってしまうが、予め放っていたレーザービークによって拘束を解き、基地の場所を把握したうえでラチェットを連れ去る、という見事な脱出劇を見せた。最終話である第13話（第65話）のネメシスにおける最終決戦ではブリッジを死守しグランドブリッジを利用した戦法でレッカーズ（バルクヘッド、ホイルジャック、ウルトラマグナス）を追い詰めるが、ミコ・ジャック・ラフの作戦でブリッジの干渉を利用され、スカイクエイクと同じく異次元であるシャドウゾーンに閉じ込められた。
現在は細身の体型をしているが、大戦前は屈強な体格をしていた。アメコミなどでは、かつてメガトロンと肩を並べるほどの剣闘士であったことが明かされている。
原語版のOP映像には登場しないが、日本語版のOP映像とED映像では第1話から登場する。
日本語版での肩書は「情報参謀」。
公式人気投票のキャラクター部門では2位（72票）（ラチェットと同率）、トイ部門でも2位（83票）。
レーザービーク / Laserbeak
サウンドウェーブの小型偵察機。
通常はサウンドウェーブの胸にパーツの1つとして収納されているが、有事の際は射出され目標の追跡や捕獲などを行う。また、サウンドウェーブが戦闘の時は内蔵のブラスターで遠距離支援を行う。
ノックアウト（メディックノックアウト） / Knock Out（Medic Knockout）
声 - 増谷康紀 / ダラン・ノリス
第10話から登場。ディセプティコンの軍医でウォーブレークダウンのパートナー。アストンマーティンを髣髴とさせる赤いスポーツカーに変形する。
メガトロンの治療のために地球の部隊に加わるが、本人曰く解体の方が専門らしい。
塗装やボディに傷が付くことを極度に恐れるナルシストな性格。敢えて飛行能力を持たない「車」をスキャンしたのも、自身の美的センスによるものらしい。軟派な道楽者で、一時期は夜な夜な戦艦を抜け出してカーレースに興じていた。日和見主義の一面があり、メガトロンを追い落とそうとするスタースクリームに恭順し謀殺の片棒を担ごうとしたが、メガトロン復活後は何事も無かったかのように彼の指揮へ下っている。またエアラクニッドとサウンドウェーブが争った際、どちらにも加担せずに静観していた。
パートナーのウォーブレークダウンの死にも平然とした態度を崩さなかったが、内心では非常に悲しんでいたらしく、サイラスブレークダウンが現れた際には過去の一件から強い嫌悪感を露わにし、メガトロンに敵を討たせて欲しいと懇願していた。また、粗暴な性格だが、磨きは一級品だと語っていた（日本語版では詳細シーンがカットされている）。
シーズン3『Beast Hunters（ビーストハンターズ）』では、ショックウェーブの登場で愚痴を零すことの多くなったスタースクリームの聞き役に徹することが多い。第8話（第60話）においてサイラスブレークダウンを使った合成エネルゴンの人体実験を行っていることが明らかになった。曰く「元助手の体を実験に使うのに抵抗がないわけではないが、サイラスが同じ目に遭えば彼も浮かばれる」とのこと。その後、事情を知ったスタースクリームの提案で忠実な超人兵を作るためにダークエネルゴンをサイラスに投与するも失敗、テラーコン化し騒動を引き起こした。その間にスタースクリームと友情が芽生えたように見えたが、メガトロンに責任を問われた際に、彼に今までのこと全てに罪を擦り付けて裏切られている。最終話である第13話（第65話）でのネメシスにおける最終決戦には一切戦闘に参加せず、お気に入りの研磨機を手にそそくさと退散する。決着がついた後に「私は常に勝者の味方です」とオートボットに鞍替えを図るが、エイペックスアーマーを着たミコに殴り飛ばされた。
最終シーズンで完結篇の『Predacons Rising（プレダコン・ライジング）』では、経緯は不明ながらオートボットの捕虜にされており、スタースクリームの乱入を受けて再びディセプティコン側へ付き、彼と共にネメシスの奪還を試みたが、戦局を見計らってスタースクリームを裏切り、イモビライザーを手土産に再びオートボット側へと寝返り、最後まで生き延びている。
武器は高圧電流を帯びた槍で、設定資料集ではエネルゴンから作られたエネルゴンプロッド（"Energon Prod"）という名称になっている。なお、この槍は第60話でテラーコン化したサイラスブレークダウンによって破壊された。片腕を丸ノコとドリルに変形させることができ、指先は溶接トーチになる。第60話では両腕を丸ノコに変形した。ビークルモードで銃器の使用も可能。
日本語版での肩書は「闇医師」で、一人称は「私」。ナルシストらしく気取った喋り方が特徴。自身を「美しい」、「美しく」と表現することが多く、「アデュー」が口癖で、撤退時によく言う。ここでは商標の理由により、メディックノックアウトという名前になっている。
『深夜の完全変形2時間スペシャル!』でのインタビューでは、メガトロンは絡んではいないがナルシストでああいう上司は煽てておけばいいと言った後に彼の体つきを素晴らしいと語り、続くこれからの見どころではウォーブレークダウンと共に漫才コンビ・ノックダウンを組んでM-1グランプリ優勝を目指そうとしたが、メガトロンにもうやってないと言われ、彼の部下になった。
原語版のOP映像には登場しないが、日本語版のOP映像とED映像では第14話からウォーブレークダウンと共に登場し、第40話以降は彼だけになった。
公式人気投票のキャラクター部門では4位（64票）。
ブレークダウン（ウォーブレークダウン） / Breakdown（War Breakdown）
声 - 伊丸岡篤 / アダム・ボールドウィン
第10話から登場。メディックノックアウトと共に加わった屈強な兵士で彼のパートナーを務める。青いMRAP（耐地雷待ち伏せ防護車両）風の大型装甲車に変形する。
性格は好戦的で短気。パワーファイターであるバルクヘッドとは因縁のあるライバル関係。自身の失態を返上しようとする愚直な一面もある。
第16話で一時メックによって拉致され、トランスフォーマーの生態調査のために解体されかける。その際右目を抜かれてしまい、以降は眼帯を装着するようになる。第33話でメガトロンからドレッドウイングと共にエアラクニッドの謀殺を命じられるが、返り討ちに遭い惨殺される。遺体はM.E.C.H.（メック）に回収されサイラス復活に利用されることになった。なお、エアラクニッドを異性として意識している旨をビーコンに打ち明けることがあった。
武器は片腕から変形させるハンマーと左肩のキャノン砲。左肩のキャノン砲にはミサイルも搭載されている。玩具のテックスペックには、元々は小柄な体の偵察兵だったのを肉体改造を繰り返して現在の体を手に入れた、という経緯が記載されており、スタントワイルドライダーのテックスペックではスタンティコン部隊のメンバーでもあったと記載されている。
日本語版での肩書は「偵察兵」で、一人称は「俺」で、「壊すのだーい好き！」と「ぶっ壊す！」が口癖で、直情的なパワータイプのキャラクターという側面が強調されており、アドリブが非常に多い。メディックノックアウトと同じくここでは商標の理由により、ウォーブレークダウンという名前になっている。
『深夜の完全変形2時間スペシャル!』でのインタビューでは、メガトロンが眠っている間に磨いたのは自分だと語り、もっと優しくしてくれと本音を出し、続くこれからの見どころではメディックノックアウトと共に漫才コンビ・ノックダウンを組んでM-1グランプリ優勝を目指そうとしたが、メガトロンにもうやってないと言われ、彼の部下になった。
原語版のOP映像には登場しないが、日本語版のOP映像とED映像では第14話からメディックノックアウトと共に登場するが、第40話以降はいなくなった。
公式人気投票のキャラクター部門では7位（36票）で、トイ部門では5位（59票）。
日本版の玩具シリーズの「ユナイトウォリアーズ」ではゾンビウォーブレークダウンとして復活を果たしている。
サイラスブレークダウン / Cylas
第45話で登場。負傷して不随になったサイラスをM.E.C.H.（メック）がウォーブレークダウンのボディに組み込むことで復活させた姿。ボディには傷跡や汚れが目立ち、欠損した右目には新たな眼をはめ込まれている。
既にウォーブレークダウンのスパークはなく、完全にサイラスの意思で動いているが、装備その他身体能力においてはウォーブレークダウンのそれと同等であり、サイラス自身の持つ格闘戦能力と合わせて軍隊や他のトランスフォーマーと互角に渡り合える戦闘能力を維持している。
玩具では黒が基調のカラーリングとなっており、青が基調の劇中とは印象が異なる。また胸部にはメッキ仕様のバンパーが追加されている。胸部カバーを開くと劇中同様に埋め込まれたサイラスの頭部が造形されている。付属のシールを貼ることで全身の傷跡を再現できる。
日本語版での肩書は「メック司令官」。
原語版での名称"Cylas"は"Cybernetic Life Augmented by Symbiosis"の略で、かつての"Silas"とは綴りが異なる。
エアラクニッド / Airachnid
声 - 柚木涼香 / ジーナ・トーレス
第12話から登場。独自に地球にやってきたディセプティコンの女性戦士。当初はビークルモードを持たず、通常のロボットモードと背中から蜘蛛のような長い節足を伸ばした多脚歩行形態に変形していたが、第17話で軍用のステルスヘリコプターをスキャンしたことでトリプルチェンジャーに。相手を執拗に追跡して嬲り殺そうとする嗜虐趣味の持ち主で、アーシーに仲間を失う恐怖心を植え付けた張本人。仕留めた生物の頭部を収集し自身の宇宙船内に飾ることを趣味としている（日本語版では詳細シーンがカットされている）。
ディセプティコンに属していたが大戦後は本隊から離脱、単独で宇宙を航行中に地球人へ眼をつけ飛来した。大戦時、情報を引き出す任務を受けてアーシーを捕縛、彼女の眼前でテイルゲートを拷問の末に殺害したためアーシーから恨まれている。逆にエアラクニッド自身も地球に飛来した際ジャックとアーシーによって宇宙船を爆破されたことから、彼らを付け狙い、第17話でM.E.C.H.（メック）と共謀して彼らを抹殺しようともしたが失敗。第18話で不本意ながらもディセプティコンに復帰し、第20話でスタースクリームを追い落としてメガトロンの腹心の地位に収まったが、いざという時にはメガトロンを見捨てようとするなど忠誠心は欠片もない。後にメガトロンへの度重なる不満から、彼に代わってディセプティコンのリーダーになろうと企んでいたことをサウンドウェーブによってメガトロンに知らされ、謀殺されそうになったのを機に再びディセプティコンを離脱。第33話で偶然出会った大量のインセクティコンを洗脳し手下として従え、手を組もうとしたスタースクリームの誘いも拒否してメガトロン打倒を目指す。第36話でインセクティコンの大群をネメシスに差し向けるが、追跡してきたアーシーとの交戦によりインセクティコンのステイシスポッドへ閉じ込められてしまいステイシスモードのまま封印されてしまった。その後、彼女の身柄はポッドごと回収され、オートボットの基地であるオメガワンにて保管される。
シーズン3『Beast Hunters（ビーストハンターズ）』では、オメガワン破壊時にディセプティコンによってポッドごと回収され、第3話（第55話）にてネメシスの保管室に入っていることが判明し、第8話（第60話）でスタースクリームが引き起こした騒動でテラーコン化したサイラスブレークダウンによって（エネルゴン目当てで）解放され、中のサイラス共々止めを刺す。そしてインセクティコンたちを洗脳して再びディセプティコンに反旗を翻すが、サウンドウェーブが出したグランドブリッジによってサイバトロン星の衛星軌道上にある小惑星群へと放逐され、さらにサイラスブレークダウンから受けた首の傷が原因でテラーコン化し、配下のインセクティコンたちを貪り食うという最期を迎えた。
武器は節足の先端にある鋭利な鉤爪と、掌から放つビーム。ビームには粘着性の糸や溶解液と種類が豊富。また、前述の鉤爪を用いて地中への穿孔も可能。日本語版では、粘着性の糸の攻撃はネバネバ攻撃という技になっている。
日本語版での肩書は「追跡者」で、一人称は「私」。非常に饒舌で、語尾に「－ッシャ」をつけてハイテンションに喋るなど、アドリブが多いキャラクターの一人だが、それがかえって別の恐ろしさを引き立たせている。ヒロイン、女優を自称し、それゆえに顔を攻撃されるのを嫌がる他、イケメンに過剰反応するなど面食いな一面が見られる。
原語版のOP映像には登場しないが、日本語版のOP映像とED映像では第14話から登場し、第40話以降はいなくなった。
『深夜の完全変形2時間スペシャル!』でのインタビューによると、かつてブラックウィドーとして『ビーストウォーズ』に参戦していたことを仄めかすコメントを出している。
公式人気投票のキャラクター部門では15位（11票）。
後に「レジェンズ」の玩具のクロミアに付属している漫画（出張版第11話）にも登場している。
ドレッドウイング / Dreadwing
声 - 岩崎征実 / トニー・トッド、フレッド・タタショア（The Game）
第32話から登場。スカイクエイクと同型のディセプティコン戦士で、同じスパークが分化して生まれたスカイクエイクの双子の兄。弟と同じくファウラーが操縦するF-35風の戦闘機をスキャンして変形する。
スカイクエイクの死を察知して地球に飛来、オートボットに殺されたと知りメガトロンの下で復讐を誓う。その後メガトロンからスタースクリームに代わる新しいディセプティコンのナンバー2として認められた。スカイクエイクと同じくメガトロンに対して深い忠誠を誓っているものの、弟の復讐のため独断で戦闘に出るなど独自の義心に基づいた行動も多く、利害の一致でオプティマスプライムと協力した後は手出しをせずに見逃すなど義理堅い一面も見せる武人肌。オプティマスプライムからも一目置かれる実力者でオートボットへ勧誘されているが弟同様断っている。
以前は護送船アルマダの船長（原語版では航空部隊シーカーズのリーダー）で、レッカーズ殲滅の任務についていた。地球に来る前はホイルジャックと行動を共にしていた元レッカーズのシースプレーを宇宙船ごと爆殺している。
第50話で脳内侵入プログラムにてスカイクエイクがスタースクリームに利用された挙句彼の手でテラーコンになったことを知る。さらにメガトロンがスタースクリームの帰服を許したことに堪えかねて第51話でソラスプライムハンマーをオートボットに譲渡し、メガトロンの命令も無視してスタースクリームを殺そうとするが、彼に粛正という形で殺害された。なお、オートボットおよびホイルジャックにその死は伝わることはなかった。
上記の通りスカイクエイクと同型だが、カラーリングは青と金が基調。
武装は大型のキャノン砲と長剣。また手裏剣型の高精度な爆弾を駆使して相手を罠にかけるテクニカルな戦法も得意とする。
日本語版での肩書は「爆撃参謀」で、一人称は「俺」。初登場した第32話では無言だったが、その次の回から発砲時に発砲音（「バギューン」など）を叫ぶようになった。
原語版のOP映像には登場しないが、日本語版のOP映像とED映像では第32話から登場している。
ショックウェーブ / Shockwave
声 - 三宅健太 / デビッド・ソボロブ
ディセプティコンの科学者。紫色のボディと赤い単眼だけの頭部が特徴。日本版の玩具では機動砲台に変形し、シーズン3『Beast Hunters（ビーストハンターズ）』では、大型のサイバトロンタンク（エイリアンタンク）に変形する。
極めて冷静かつ論理的な合理主義者。脳内侵入プログラムを開発したり、ロストテクノロジーと化していたスペースブリッジシステムを再現できるほどの優れた技術力を持つ。
大戦直後の荒廃したケイオンでスペースブリッジの復元作業を進めていた。スタースクリームの要請により捕らえたアーシーの頭脳から暗号通信解読用のコードを引き出してオプティマスプライムたちが地球に居ることを突き止める。その後、スペースブリッジを破壊しようとしたアーシーとクリフジャンパーをスペースブリッジ内部まで執拗に追撃するが、最後はアーシーの攻撃を目に受けて撃退された。
その後は戦死扱いされていたが、シーズン3『Beast Hunters（ビーストハンターズ）』では、生きてサイバトロン星に取り残されていたことが判明し、第1話（第53話）で破壊されたオメガロックに手放されたアイアコンの遺産を回収しに来たメディックノックアウトに発見され、グランドブリッジを使ってディセプティコンに復帰し、主であるメガトロンは復帰したことを知り喜んでおり、この様子から見ると消息不明になった間でも心配していた様子。
わが身可愛さに自身を見捨てて真っ先に逃げ出した（しかも捜索すら行わなかった）スタースクリームとは仲が悪い。しかし、その時のことを詰問した際、スタースクリームの言い訳を「論理的だ」として認めている。
消息不明となっていた間、基地の爆発に巻き込まれて重傷を負いながらも自らのラボで単身CNA（CyberNuclearAcid）の研究を進め、古代の生命体プレダコンを造り出す「プレダコン計画」に着手しており、合流した時にはすでに一体が完成していた（のちにプレダキングと名乗る個体）。また、かつてサイバトロン星での戦争中、数多くのプレダコンを復元し地球へ送り込んでいたことが明かされている。さらなる戦力増強のためにクローンの作成に必要なプレダコンの化石を集めさせる。
完全な合成エネルゴンの完成とオメガロックの再建を担当しており、最終決戦時にもオメガロックの制御を行っていた。メガトロンが倒された後、激昂するスタースクリームを連れて脱出ポッドで脱出した。
最終シーズンで完結篇の『Predacons Rising（プレダコン・ライジング）』では、サイバトロン星の片隅でスタースクリームと共に新たなプレダコンのダークスティールとスカイリンクスを創り出した。ユニクロンに憑依され復活したメガトロンが蘇生させたテラーコンのプレダコン軍団に蹂躙されたものの、持ち前の頑強さで持ちこたえており、最後まで生き延びた。劇中では生存が確認された後にフェードアウトしており、その後の去就は描かれなかった。
武器は左腕の巨大なレーザーカノン。身体は比較的大柄で格闘戦能力にも優れ、クリフジャンパーとアーシーの攻撃もほとんど通用しないほど頑丈なボディを誇る。
日本語版での肩書は「科学参謀」で、一人称は「俺」で、「ショック」が口癖となっており、会話にもよく織り交ぜてくる。
玩具のテックスペックでは、かつてはディセプティコンのナンバー2であったことや、サイバトロン星での戦争時から兵器開発に携わりマッドサイエンティストとして恐れられていたことなどが記載されている。

#### その他のディセプティコン
スカイクエイク / Skyquake
声 - 岩崎征実 / リチャード・グリーン
第6話に登場。大戦時、地球に番人として送り込まれた巨漢のディセプティコン。ドレッドウイングの双子の弟。当初はビークルモードを持っていなかったが、オートボットとの戦闘中にファウラーが操縦するF-35風の戦闘機をスキャンして変形する。
長きに渡り眠りについており、権威を誇示したいスタースクリームによって蘇生させられたが、愚直なまでにメガトロンに忠実であったためスタースクリームの言うことを聞かなかった。オプティマスプライムに停戦を申し込まれるも無視し交戦、最期はバンブルビーによって倒された。その後、第15話でスタースクリームによってテラーコンとして復活したものの、直後に起きたグランドブリッジの異常動作に巻き込まれ異次元であるシャドウゾーンに取り残されてしまう。またその際ジャックたちの攻撃で片腕を失っている。
武器は大型のチェーンガン。
日本語版での肩書は「守護者」だが、玩具では「爆撃兵」になっている。一人称は「俺」で、「よっしゃーい！」が口癖。またテラーコンと化した際は、常に自身の名前を連呼するようになっていた。
公式人気投票のキャラクター部門では12位（13票）（バルクヘッド、ディセプティコンビーコンと同率）。
メイクシフト / Makeshift
声 - 泰勇気 / ケビン・マイケル・リチャードソン
第8話に登場。その名の通り、他のトランスフォーマーへ変身する能力を持つディセプティコン。
スタースクリームの命により、ホイルジャックに変装。オートボットの基地を探るために潜入する。しかし、ホイルジャックの親友であるバルクヘッドに偽者と気づかれてしまい、最後は本物のホイルジャックによってオートボット基地から追い出され、取り付けられた爆弾によって爆発した。
劇中では終始変装した姿で登場し、本来の姿はシルエットでのみ登場。
日本語版での肩書きは「潜入兵」で、一人称は「私」。
公式人気投票のキャラクター部門では16位（6票）。
ビーコン（ディセプティコンビーコン） / Vehicons
声 - 泰勇気、増谷康紀（第49話のみ） / スティーヴン・ブルーム、ケビン・マイケル・リチャードソン、ピーター・カレン
ディセプティコンの量産兵。キャデラック・シエンのような濃紫のスポーツカーに変形。幹部格のディセプティコンの命令に付き従う下位戦闘員であり、プログラムによって動いているとのことであるが、独自の自我を持っているような描写も多くみられる。
武器は片腕から変形するブラスター。
海外で発売されたゲーム『The Game』では、ヘリコプター、戦車（タンク）、トラックに変形する個体が登場する。
日本語版での肩書は「戦闘兵」で、一人称は「私」。丁寧語で話すことが多く、マスク状の顔であることもあってアドリブが多い。
公式人気投票のキャラクター部門では12位（13票）（バルクヘッド、スカイクエイクと同率）で、トイ部門では1位（93票）。
ジェットビーコン / Jet Vehicons
戦闘機に変形するディセプティコンビーコン。名称は玩具から。黒のスパイジェットに変形する。
戦闘機に変形する点やそれに伴う身体的差異（ロボットモード時、翼がある代わりにタイヤがないなど）を除けば、性質や装備などは通常のビーコンと変わらない。
日本版玩具での肩書は「航空戦闘兵」。
ジェットビーコンジェネラル / Ace Vehicons
ジェットビーコンの上位種。銀と赤のスパイジェットに変形する。体色が銀と赤を基調としている点を除けば通常のジェットビーコンと同様の姿をしている。劇中終盤にて大量に登場し、スタースクリームの指揮下でオートボット基地であるオメガワンを襲撃していた。
『Beast Hunters』前半でも登場、オートボットの追跡を任されたが全滅させられた。
玩具設定では合成エネルゴンで強化されたジェットビーコンの上位機とされており、スタースクリームに代わる航空指揮官となっている。
日本版玩具での肩書は「航空指揮官」。
ディセプティコンマイナー / Decepticon Miner
声 - 不明 / ケビン・マイケル・リチャードソン
ディセプティコンの量産型の非戦闘員。鉱山労働や戦艦の操縦に従事しているが戦闘に参加することもある。ディセプティコンビーコンによく似た姿をしているが、体色や顔や肩といった細部のデザインが少し異なる。
武器はディセプティコンビーコンと同じく片腕から変形するブラスター。また採掘用のエネルゴンドリラーも使用する。
インセクティコン / Insecticon
声 - 加藤賢崇 / フランク・ウェルカー、スティーヴン・ブルーム、ケビン・マイケル・リチャードソン、ジェイムズ・ホラン
カブトムシのような昆虫型ロボットに変形するディセプティコン。第28話から登場。非常に獰猛な性格で、通常のトランスフォーマーを上回るパワーや防御力を持つ反面、知能は低い。ビーコンと同じく同型の個体が多数存在し、ケイオンにて見張り用に休眠状態で残された個体の他、地球にも多数の別個体が出現する。
本来はリーダーであるメガトロンに従順だが、地球に出現した個体は第33話でエアラクニッドによって洗脳され彼女に付き従うようになる。第36話でエアラクニッドの命令でオートボットおよびディセプティコンを襲撃するも、エアラクニッドがアーシーとの戦闘の末に停止状態になったことで洗脳が解除されたため、全機がメガトロンの元に帰属する。
その後、他のディセプティコンたちと軋轢を起こしつつも戦力として活躍していたが、シーズン3『Beast Hunters（ビーストハンターズ）』第8話（第60話）にてエアラクニッドの復活を受けて再び洗脳され、ディセプティコンに反旗を翻すが、サウンドウェーブが出したグランドブリッジによってサイバトロン星の衛星軌道上にある小惑星群へと放逐されてしまい、さらにテラーコン化したエアラクニッドによって全滅した。
日本語版での一人称は「僕」。原語版では必要最低限の言葉しか発しないが、日本語版ではのんびりした口調で話し、口数が多いキャラクターとなっている。「ブーン」と羽音を口にするほか、力士のような言葉を織り交ぜることがある。日本語版の声を担当した加藤は、WEB配信限定の番宣CMにおいて本作品の声優陣で唯一実名でナレーションしており、「アニメのお仕事下さい」と叫んでいた。
ハードシェル / Hardshell
声 - 岩田光央 / デビッド・ケイ
インセクティコンのリーダーに相当する個体。第41話から第42話まで登場。姿は他のインセクティコンと変わらないが全身に無数の傷痕がある。メガトロンの「一番強いインセクティコン（原語版では一番偉いインセクティコン）」という要望に応じた通り、かつて数多くのレッカーズを抹殺してきたと豪語する歴戦の猛者。知識も他のインセクティコンに比べて単独で部隊の陣頭指揮を執ることができるほど高い。
メガトロンの召喚に応じてアイアコンの遺産争奪戦へ参戦。遺産の一つである毒エネルゴンを巡って、バルクヘッドと激戦を繰り広げた。毒エネルゴンの回収は叶わなかったものの、その影響で弱ったバルクヘッドを背後から砲撃して危篤状態に追い込んだ。その後ホイルジャックの挑発とバルクヘッドの生存を知らされたことでメガトロンの怒りを買い、敵討ちを仕掛けてきたホイルジャックと交戦。逆に追い詰めたところでミコの操るスターハンマーからのミサイル攻撃により胸部を撃ち抜かれて爆死し、遺体は灰色になった。
日本語版での一人称は「俺」。原語版では饒舌ながらもクールな性格であったが、日本語版では他のインセクティコン以上にテンションが高く独り言じみたセリフの多いユーモラスなキャラクターとして描かれている。通常のインセクティコンからは「親方」と呼ばれ慕われている。

#### アニメ本編未登場ディセプティコン
スカイワープ / Skywarp
戦闘機に変形する。日本版玩具での肩書は「航空兵」。
サンダークラッカー / Thundercracker
戦闘機に変形する。日本版玩具での肩書は「航空科学者」。
ランブル / Rumble
サウンドウェーブの部下。赤いコンパクトカーに変形する。日本版玩具での肩書は「特殊破壊兵」。
フレンジー / Frenzy
サウンドウェーブの部下。青いコンパクトカーに変形する。日本版玩具での肩書は「特殊破壊兵」。
スタントワイルドライダー / Wildrider（Stunt Wildrider）
日本版玩具オリジナルキャラクター。肩書は「暴走兵」。スポーツカーに変形する。
ウォーブレークダウンと同じスタンティコン部隊の一員。メガトロンですら持て余すほどの凶暴性の持ち主で、他のディセプティコンと関わらずに単独で行動する。
ホイルジャックを永遠のライバルとし、彼との決着をつけるために同型のスポーツカーをスキャンして変形する。
デッドエンド / Deadend
海外版玩具オリジナルキャラクター。スポーツカーに変形する。
元は多弁な性格だったが、長時間ダークエネルゴンを浴び続けた結果、寡黙な性格へと変わる。その視線は、仲間のスパークすらも獲物として狙う。

#### プレダコン / Predacons
詳細はアニマトロンを参照。
プレダキング /Predaking
声 - （日本版未登場） / ピーター・メンサー
ダークスティール / Darksteel
声 - （日本版未登場） / スティーヴン･ブルーム
スカイリンクス / Skylynx
声 - （日本版未登場） / ノーラン・ノース

#### 人間
ジャック・ダービー / Jackson "Jack" Darby
声 - 福山潤 / ジョシュ・キートン
本名はジャクソン・ダービー。高校生の少年。16歳。少々控えめで常識的な性格。
ファストフード店でアルバイトをしており、バイト先に停車していたアーシーと出会いパートナーとなる。アーシーと出会う以前は自転車を乗用していた。当初は危険を伴うオートボットとの交流には消極的だったが、オートボットとの交流の中でオプティマスプライムも認めるほどの成長を遂げていき、高いリーダー性とディセプティコン相手にも立ち向かう勇敢さを発揮するようになる。気転が利き、絶体絶命の状況でも冷静に物事を判断することができる。
物語が進むにつれてシエラとも親しくなったが、アーシーのことを誤解されたためにフラれてしまった。
日本語版での一人称は「僕」。
ラフ・エスキベル / Rafael "Raf" Jorge Gonzales Esquivel
声 - くまいもとこ / アンディ・ペソア
本名はラファエル・ジョージ・ゴンザレス・エスキベル。メガネを掛けた小柄な少年。12歳。素直で大人しい優等生的な性格。
バンブルビーのパートナーで、人間では彼だけがバンブルビーの電子音を理解できる。大家族のためあまり家族に話を聞いてもらえないことから、バンブルビーのことを家族同然に思っている。
パソコンの知識に優れ、ハッキング技術はサウンドウェーブにも匹敵する。その技能の高さからオートボットにとって情報戦での重要な戦力となっている。
シーズン3『Beast Hunters（ビーストハンターズ）』では、ラチェットの指導によりサイバトロン言語のプログラムまでも習得してしまった。
日本語版での一人称は「僕」。
ミコ・ナカダイ（仲代ミコ） / Miko Nakadai
声 - 古木のぞみ / タニア・グナディ
東京からの留学生の少女。15歳。ピンク色のメッシュの入った頭髪が特徴。
奔放かつ好奇心旺盛な性格で、そのアグレッシブさから騒動の発端となるトラブルメーカー。しかしその行動力が時にオートボットの窮地を救うことがある。また仲間を思いやる優しい面もある。
趣味はエレキギターで、ロックミュージック好き。勉強嫌いで補習から抜け出したりすることもある。また携帯電話で写真を撮ることも趣味で、劇中ではその携帯電話が度々活躍している。
パートナーであるバルクヘッドとの絆は厚く、守られるだけでなく時には彼を鼓舞する存在でもある。ハードシェルとの一件から、ホイルジャックからはレッカーズの一員として認められている。
シーズン3『Beast Hunters（ビーストハンターズ）』第6話（第58話）では、スタースクリームに襲われた際に隙をついてエイペックスアーマーの奪取に成功しており、以降はアーマーを装着して直接戦いに出るようになる。その戦闘力たるや上級兵のビーコンジェネラルをちぎっては投げの大活躍で、ウルトラマグナスに「彼女は本当に戦士だったのか」と驚かれた。
日本語版での一人称は「私」。
企画段階での名前は「テズカ・ミコ」。
ウィリアム・ファウラー / William Fowler
声 - 乃村健次 / アーニー・ハドソン
アメリカ政府の捜査官で、オートボットの連絡役を務める黒人男性。元陸軍のレンジャー部隊出身。意識が酩酊する度に祖母の話題が出てくる。
堅物で怒りっぽい性格をしているが、時々御茶目な一面も見せる。ディセプティコンに捕らわれて拷問を受けても、逆に皮肉めいた暴言で相手を煽ったりと、精神もタフである。
当初は戦いを持ち込んだオートボットに辛辣な態度を取っていたが、彼らと共に戦う中で徐々に友好な態度を取るようになる。オートボットに十分な信頼を寄せており、彼らに冤罪が着せられた際には多少の罵りを入れながらも各自の長所を高く評価していた。
戦闘機やヘリコプターの操縦にも長け、オートボットと連携してディセプティコンと闘う局面もある。ディセプティコンを追い詰めることもあるが、逆に搭乗しているビークルをスキャニングされることが半ばお約束になっている。
シーズン3『Beast Hunters（ビーストハンターズ）』では、ジューンに好意を寄せているような描写が多く、第7話（第59話）でメディックノックアウトに拉致された事件から急接近した。
日本語版での一人称は「俺」。
ジューン・ダービー / June Darby
声 - 生天目仁美 / マーキー・ポスト
ジャックの母親。看護師として働いている。しつけに厳しいが、過保護で何かとジャックのことを心配している。
当初はトランスフォーマーの存在を知らなかったが、第17話でエアラクニッドと組んだメックによって拉致された後、アーシーとジャックによって助け出されたことで彼らと交流を持つようになる。
シーズン3『Beast Hunters（ビーストハンターズ）』では、ファウラーに好意を寄せられており、第7話（第59話）で彼と共にメディックノックアウトに拉致された事件を機にあだ名で呼び合うほどの仲になった。
日本語版での一人称は「私」。

#### メック / M.E.C.H.
地球人で構成された悪の秘密結社。世界征服を目論み、そのための技術力の向上に暗躍している。政府からはテロリストとして危険視されており各地でテロ活動を行なっている。
トランスフォーマーとの邂逅以降、人間とロボットを融合させたロボットの軍隊を作り出す「キメラ計画」を推進。その過程で第16話でウォーブレークダウンを拉致・解体しようとしたり、第30話でバンブルビー、第31話でスタースクリームのトランスフォームコグを強奪、第35話で人造トランスフォーマーであるネメシスプライムを開発するといった活動を行なってきた。しかし第45話でサイラスブレークダウンと化したサイラスにより構成員が一掃され壊滅した。
戦闘員は目出し帽にウェットスーツという統一された戦闘服を着ており、武装ヘリや武装スポーツカー、高圧電流を放つスタンガンなどを使用する。また目的のためにエアラクニッドやスタースクリームと結託する場面もある。痕跡を残さない手口から謎の多い組織であるが、ファウラーからは構成員の多くは現役の特殊部隊員であると推測されていた。
サイラス / Silas
声 - 石塚運昇 / クランシー・ブラウン
秘密結社メックの司令官である指導者。本名リーランド・ビショップ。屈強な白髪の男で、顔面に大きな傷跡がある。軍の特殊部隊出身で本来の階級は大佐。身体能力も高い。「科学力による地球征服」を標榜し、目的のためには人命をも犠牲にする冷血漢で、オプティマスプライムからも危険視されている（彼曰く「かつて戦争を引き起こしたメガトロンと同じ思想を持っている」）。
性格は冷静沈着。ただし図に乗りやすいところがあり、その油断を突かれてジャックやファウラーに出し抜かれたこともある。
第34話でキメラ計画の末、ネメシスプライムを作り出す。自身による操縦の上でオートボットを追い詰めたものの、オプティマスプライムによって倒され落下するネメシスプライムの下敷きとなった。辛うじて一命は取り留めたが、内臓を酷く損傷し昏睡状態に陥ることになった。しかし第45話でウォーブレークダウンのボディに体の一部が移植されたことでトランスフォーマーサイラスブレークダウンとして復活を果たす。
メックを見限り殲滅すると、かつて自身も開発に関係していた衛星兵器「ダモクレス」を政府から強奪し、それを手土産にディセプティコンへ加入しようとした。実戦投入されたダモクレスにハッキングしたラフたちを抹殺しに向かったが、バルクヘッドとスモークスクリーンの妨害を受けて失敗し、ダモクレスも姿勢制御システムをラフに奪われて撃墜されてしまう。その後メガトロンから用済みと見なされ、かつて自身がトランスフォーマーたちに対して行ってきたように、ディセプティコンの実験材料にされてしまった。
その後の顛末は不明だったが、シーズン3『Beast Hunters（ビーストハンターズ）』第8話（第60話）にてメディックノックアウトによって合成エネルゴンの実験材料にされていたことが判明した。合成エネルゴンが引き起こす凶暴性に目をつけたスタースクリームの提案によってダークエネルゴンを注射され昏倒、テラーコン化し、合成エネルゴンが混合したことでダークエネルゴンを介したメガトロンの支配すら受け付けず、ただひたすらにエネルゴンを求めて徘徊するクリーチャーに変貌。艦内のビーコン兵を虐殺、テラーコン化させていった。そしてエネルゴンを求めてエアラクニッドのステイシスポッドを解放し襲い掛かるが、交戦の末にエアラクニッドによって止めを刺され、苦しみから解放されたことを感謝しながら息絶え、遺体はどうなったかは不明になっている。
日本語版での一人称は「私」で、冷酷な口調で喋る。

#### その他の人間
シーズン3『Beast Hunters（ビーストハンターズ）』以降は未登場。
シエラ / Sierra
声 - 森千早都 / アレクサンドラ・クロスニー
ジャックの同級生の少女。ジャックの乗るバイク（アーシー）に興味を示し、乗せてもらっている。ジャックとは親しくなったが、アーシーのことを誤解し別れてしまった。
ヴィンス / Vince
声 - 櫻井孝宏 / ブラッド・レイダー
ジャックたちと同じ学校の生徒。典型的ないじめっ子気質で、気に入らない相手を馬鹿にする。
ジャックにカーレースの勝負を仕掛けるも、メディックノックアウトに誘拐されてしまう。その後オートボットによって救出されたが、眠らされていたためトランスフォーマーの存在を知ることはなかった。その後もモブなどの形で登場している。
ブライス将軍 / General Bryce
声 - 茶風林 / ロバート・フォスター
米国政府の要人で、ファウラーの上司にあたる男性。ネメシスプライムの一件を受けてファウラーを呼び出して尋問を行なった。オートボットへの攻撃命令を下すなど、ファウラーほどオートボットに友好的ではない。
日本語版ではかなり気さくでとぼけた印象となっている。
ボーゲル / Vogel
声 - 稲田徹 / ジョン・ディマジオ
ニューヨークの地下鉄作業員。遺跡探索のために調査していたジャックたちと偶然遭遇する。子供っぽく夢見がちな人物。宇宙人の存在を心から信じており、ミコたちの語るトランスフォーマーの話を即座に受け入れ積極的に協力した。その後、ファウラーの仲介（口約束）で暫定的に調査員という地位を任命され、同時にトランスフォーマーの秘匿を約束した。
日本語版では活気のある江戸っ子口調を使う。

### その他
テラーコン / Terrorcon
死んだトランスフォーマーがダークエネルゴンを与えられゾンビとして蘇った姿。理性を持たず、本能のみで相手に襲いかかる。ダークエネルゴンを打ち込まれた生者によって制御される。
ミニコン / Scraplet
可愛らしい外見をした小型の金属生命体。金属を主食とし、口内に満載された鋭いドリルの牙でピラニアやシロアリのように物凄い勢いで金属を食い破る。特にトランスフォーマーのボディを好物としているため、彼らからは天敵として恐れられているが、有機物へ襲い掛かることは無い。群で行動する習性を持ち、飛行も可能。寒さに非常に弱く、消火器の冷気で簡単に行動不能になる。ミニコンを捕獲するための罠も存在している。
ユニクロン（ガイアユニクロン） / Unicron
声 - 中村秀利 / ジョン・ノーブル
サイバトロン星に伝説として伝わる破壊神。創造神プライマスと対を成す存在。太古の昔プライマスと最初の13人のプライムによって宇宙に追放されたとされていたが、地球の核自体が休眠状態のユニクロンだと判明する。惑星直列の影響で覚醒を始め、各地に異常気象を引き起こした。完全復活に向け、プライムの末裔であり唯一の脅威であるオプティマスプライムを滅ぼさんとするが、オプティマスプライムがマトリクスの力を解放し、再び眠りにつくことになった。完全覚醒を前に再び眠りについたため、本来のロボットモードやプラネットモードは登場せず、鉱物を利用した自身の複製体や、意識体が登場する。
最終シーズンで完結篇の『PredaconRising（プレダコン・ライジング）』ではサイバトロンのコアの起動に反応して意識が復活。メガトロンの体内に残っていたダークエネルゴンを介してメガトロンの体を乗っ取って再生強化を施し、それを自身の新たな依代ユニクロンメガトロン / Unicron Megatronにして活動を開始する。サイバトロン星に直接乗り込むとプレダコンの墓場に眠る大量のプレダコンの死骸をテラーコンに変えてサイバトロンのコアを破壊せんと迫り、それを阻もうとしたオートボットおよびプレダコンらと激突する。オプティマスプライムがオールスパーク捜索から帰還するとオプティマスプライムと交戦、彼の持っていたオールスパークのケージを奪い取るが、既にオールスパークはオプティマスプライムが体内に取り込んでおり、自身の魂はメガトロンの身体から引き剥がされ、そしてそのケージ内部に閉じ込められる形で再び封印された。
日本版での肩書は「破壊神」で、一人称は「儂」。当初はユニクロンとだけ呼ばれていたが、覚醒が始まった第24話以降はガイアユニクロンの呼称が用いられている。また、所属陣営は無いが、玩具展開や劇中テロップではディセプティコンのエンブレムが用いられている他、玩具のシールにはユニクロンのエンブレムも付属している。
玩具ではユニクロンの頭部を模したスペースクルーザーに変形する。また玩具オリジナルでオプティマスプライムやメガトロンダークネスと合体するギミックがある。
公式人気投票のキャラクター部門では17位（4票）。
ネメシスプライム / Nemesis Prime
声 - 森川智之 / ピーター・カレン
第34話で登場したオプティマスプライムに酷似した黒いトランスフォーマー。黒いトレーラートラックへのトランスフォームや武装、フロント部のオートボットエンブレム、さらには声まで再現しているが、体色の他、目やブラスターの色にも差異がある。その正体は、メックがウォーブレークダウンから得た情報やスタースクリームのトランスフォーム・コグを利用し作り出した人造トランスフォーマー。本物のトランスフォーマーと違い意思を持たないロボットであり、メックのアジトの操縦室に鎮座するサイラスの遠隔操作で動いている。本物のトランスフォーマーを超えるパワーやスピードを兼ね備え、遠隔操作型ゆえに痛覚がない。ファウラーや軍の基地を襲撃し、オプティマスプライムやオートボットにその濡れ衣を着せる。その後、アジトを割り出されオートボットの侵入を許すがこれを次々と殲滅。オプティマスプライムも圧倒するが、アジトの中枢に乗り込んだファウラーの陽動で操縦者が不在になり、丸腰になった所をオプティマスプライムの反撃を受けてしまう。最期はオプティマスプライムによって操縦室ごとサイラスを押し潰す形で倒され機能停止し、その後は軍によって回収された。
ネメシスプライムという名前は、日本語版ではサイラスの口から直接語られたが、原語版ではミコが即興でつけた仮称として語られた。
日本版玩具での肩書は「虚像兵士」。玩具ではカラーリングが異なっており、劇中では紫と黄を基調としているが、玩具は黒と赤を基調としたものになっている。
サンダーウイング / Thunderwing
声 - （日本版未発売） / ロビン・アトキン・ダウンズ
海外で発売されたゲーム『The Game』に登場するユニクロンの部下。

## 設定・戦力

### オートボット関連
オメガワン / Autobot Outpost Omega One
地球のオートボットが拠点としている秘密基地。エネルゴンを動力源とし、ラチェットに管理されている。
アメリカ政府から提供された施設で、元々は冷戦時代に使用されていたミサイル格納庫。巨大な岩山の中に隠匿されており、存在を知るのは一部の人間のみとなっている。
第52話、『Beast Hunters（ビーストハンターズ）』第1話（第53話）において、ディセプティコンの主砲発射によって破壊される。
スペースシップ スターハンマー / Jackhammer
ホイルジャックが乗る宇宙戦闘艇。武装はミサイルと機首先端の速射ビーム砲。第52話でスタースクリームの攻撃によって撃墜され、破壊された。
レッカーズ / Wreckers
バルクヘッドとホイルジャックが所属していたオートボットの特殊工作部隊。他にもシースプレー、ロードバスター、パイロ、インパクター、ローターストームが所属していたが既に故人となっている。シーズン3『Beast Hunters（ビーストハンターズ）』ではウルトラマグナスが隊長を務めたことも判明した。
マトリクス / Matrix of Leadership
オプティマスプライムが持つリーダーの証。プライムの叡智が集約されている純粋なエネルギーの塊。普段はオプティマスプライムの胸に納められている。プライマスがプライムの称号を獲得したオライオンパックスに授け、オプティマスプライムに変化させた。
マトリクスセイバー / Star Saber
かつてソラスプライムが作り上げたプライムの称号を持つ者のみが持てるという剣。普段は実体剣のようだが持つことでその剣身に青いエネルギーが帯び、そしてこのエネルギーを衝撃波として撃つことができる。アルファトライオンのメッセージが込められており、これによりオメガ・キーの存在が判明する。
第47話で一度ダークエネルゴンセイバーによって破壊され、第51話でソラスプライムハンマーを使って修復させオプティマスプライムの主要武器として活躍したが、シーズン3『Beast Hunters（ビーストハンターズ）』第3話（第55話）ではオメガワン破壊時にディセプティコンによって回収され、潜入したスモークスクリーンが気付くことは無く奪還終いに終わったが、第13話（第65話）で彼とバンブルビーの活躍によって奪還する。

### ディセプティコン関連
戦艦ネメシス / Nemesis
声 - 不明 / ケビン・マイケル・リチャードソン
地球のディセプティコンが拠点としている大型戦艦。エネルゴンを動力源とし、数々の兵装を装備している。常に移動し続けている上にステルス機能が搭載されていて平時は外部から侵入できないようになっているが、ステルス機能の故障などでオートボットに侵入されたこともある。第36話で侵入したバルクヘッドに動力炉を破壊された際には、応急措置として動力炉にダークエネルゴンを投入し、第37話でそれにより自我に目覚めて言葉を話せるようになり、ディセプティコンに反乱を起こした。イモビライザーを使い全員（離脱していたスタースクリームを除く）、オートボットたち（待機していたラチェット、不在だったホイルジャックを除く）を停止状態にするも、侵入したジャックたちによってダークエネルゴンが取り除かれたことで自我は消滅した。
エネルゴンドリラー
ディセプティコンがエネルゴン採掘に使用している大型掘削機。人間でも操作は可能。
輸送船ハーベンジャー / Harbinger
地球に墜落したディセプティコンの輸送船。大戦中に開発された兵器や資材を積んでいた。後にディセプティコンを離脱したスタースクリームがアジトとして使用していたが、第39話にて放置される。
シーズン3『Beast Hunters（ビーストハンターズ）』第3話（第55話）にて放置していたこの船がオートボット反撃のきっかけになる。
サイバーロック・ウィルス / Cybonic plague
大戦時、メガトロンが開発したウイルス兵器。感染したエネルゴンやトランスフォーマーに触れることで感染する。感染すると確実に死に至る恐ろしいウイルスで、ワクチンの製造法はメガトロンしか知らなかった。
ダークエネルゴンセイバー / Dark star Saber
メガトロンがソラスプライムハンマーでダークエネルゴンを錬成して作り上げた剣。マトリクスセイバーとは対照的に剣身は樹の枝のようにささくれだっており、常に紫色の瘴気を放っている。振るうと強力な衝撃波を発生させるなどオプティマスプライムのマトリクスセイバーに近い性質を持つが、破壊力はそれを上回っている。
シーズン3『Beast Hunters（ビーストハンターズ）』第13話（第65話）においてメガトロンが倒されたことで彼と共に地球の海底奥深くに沈んだ。

### テクノロジー・アイテム
アームズアップ
日本語版の独自名称。劇中では武装を展開させるコードとして使われている。玩具ではアームズマイクロンを装着することを指す。
グランドブリッジ / Ground bridge
衛星軌道上を含む地球上をワープ移動が可能な亜空間跳躍システム。本作品中での主な移動手段として使われる。起動装置を作動させて現れる緑色の光のトンネルを通り抜けることで目的地へと移動できる。ジャックによると、「乗り心地は悪い」らしい。オートボット・ディセプティコン両軍共に備え付けのものを使用している他、スタースクリームがリモコン式のものを使用している。ただし、極近い範囲に2つのグランドブリッジを展開するとその間の空間に歪みが生まれ、そこにあるものが亜空間・シャドウゾーンに引き込まれてしまう。
スペースブリッジ / Space bridge
惑星間でのワープ移動が可能な亜空間跳躍システム。グランドブリッジに比べエネルゴンの消費量が多く、また製作にも高度な技術と専門知識が必要となる。
トランスフォーム・コグ / Transformation cog
トランスフォーマーが乗り物もしくは動物をスキャンしてトランスフォームするために必要な器官。この器官が故障または無くなってしまうと、トランスフォームは疎か武器の展開もできなくなってしまう。人間でいう内臓に当る器官で新たに作り出すことができないが、修復自体は可能である。
スターハーベスト / Energon Harvester
古代のオートボットが開発した、エネルゴンを吸引する黄金の球状の装置。埋蔵されたエネルゴンだけでなくトランスフォーマーからも吸引することができる。第10話で登場したが、破壊された。
脳内侵入プログラム / Cortical psychic patch
大戦時にディセプティコンのショックウェーブが開発した、他のトランスフォーマーの脳内へ入り込む技術。両者の頭部へケーブルを接続し相手の脳内に侵入することで、相手の記憶や妄想を盗み見ることができる。ただし全ての思考を読み取れるわけではない。倫理的な問題の他、相手から自身の脳内へ侵入される危険もあり、現在はオートボットの法律でその使用を禁止されている。
ウルトラマグネット / Polarity gauntlet
ディセプティコンがかつて開発した、磁力を操作するメリケンサック状のガントレット。磁力を操作することで、金属を操ったり磁石化することができる。金属の身体を持つトランスフォーマーには非常に危険な道具で、使用されると身動きがとれなくなってしまう。
第18話でオートボットに奪われ、その後は第51話でバンブルビーが使用したが、シーンは無いもののオメガロック破壊時にディセプティコンによって回収され、シーズン3『Beast hunters（ビーストハンターズ）』第8話（第60話）では戦艦ネメシスの保管室に入っている。
イモビライザー / Immobilizer
ディセプティコンがかつて開発した、ロッド状の兵器。輸送船ハーベンジャーに積み荷として積まれていた。先端からステイシスビームを放ち、トランスフォーマーを停止させてしまう機能がある。中盤から同様の装備が戦艦ネメシスにも搭載されており、ダークエネルゴンで自我に目覚めたネメシスはこれらを活用してオートボット（待機していたラチェット、不在だったホイルジャックは除く）、ディセプティコン（離脱していたスタースクリームは除く）両軍を壊滅状態に追い込んでいる。
第20話でオートボットに奪われ、その後は第51話でバルクヘッドが使用したが、シーンは無いもののオメガロック破壊時にディセプティコンによって回収され、シーズン3『Beast Hunters（ビーストハンターズ）』第8話（第60話）では戦艦ネメシスの保管室に入っている。
ダモクレス / Damocles
かつてサイラスことリーランド・ビショップが軍在籍時代に開発を進めていた衛星兵器。サイラスが除隊した後は政府によって管理されていた。衛星軌道上から指定された座標に向けて強力な熱線を照射し、その地点を攻撃することができる。

### エネルゴン
エネルゴン / Energon
トランスフォーマーや機器のエネルギー源となる青いエネルギー物質。結晶の状態で地中に埋蔵されており、キューブ状や液体状に加工される。可燃性で引火すると爆発を起こす。本作品では後述のダークエネルゴンをはじめ、幾つかのバリエーションが登場している。
ダークエネルゴン / Dark Energon
エネルゴンに似た、紫光を放つエネルギー物質。ユニクロンの血液が固められたもので、死んだトランスフォーマーへ使用することでテラーコンとして復活させることができる。生者へ使用した場合、テラーコンへの支配権や高い生命力、気分の高揚などをもたらすが、腕力や耐久性といった身体能力が飛躍的に高まるわけではない。伝説上のものとされていたがメガトロンによって発見され、テラーコン軍団製作のために使用された。生きていないもの、特に機械に使用すると凶暴な機械生命体に進化する。
合成エネルゴン / Synthetic Energon
バルクヘッドが書き出したサイバトロン・データ・シリンダーの知識を元に、ラチェットが製作した黄緑色のエネルギー物質。後に彼の血液を採取したメディックノックアウトも製作に成功する。不完全な公式から製作した失敗作で、機械に使用するうえでは問題はないものの、トランスフォーマーに使用すると能力が著しく上昇する反面、高慢な性格になってしまう。
シーズン3『Beast Hunters（ビーストハンターズ）』第8話（第60話）でメディックノックアウトが研究した結果、使用すると体内のエネルゴンを激しく消耗してしまうことが明かされた。また、ダークエネルゴンと混合して使用すると普通のテラーコンと異なり、他者のエネルゴンを吸血するようになり、メガトロンの支配下にも置けなくなってしまう。
毒エネルゴン / Tox-En
アイアコンに保管されていた遺産の一つである緑色のエネルギー物質。赤道近くの火山地帯で発見された。人間でいう放射能性汚染物質と同様で、トランスフォーマーが長時間触れていると死に至るほどの有毒。大戦中、メガトロンは純正な毒エネルゴンを抽出し、大量破壊兵器として利用していた。バルクヘッドは処分、ハードシェルは回収のためにこれを巡って争い、最終的にバルクヘッドの目論見通り溶岩に落ちて消滅した。
日本語版での通称は「毒エネ」。また、ハードシェル役の岩田のアドリブにより、悪臭を放つ物体のような扱いになった。
レッドエネルゴン / Red Energon
真紅に光るエネルギー物質。極めて希少な上に揮発性が高いが、精製して使用するとトランスフォーマーの身体能力を飛躍的に向上させることができる。

### サイバトロン星関連
最初の13人のプライム / Original Thirteen Transformers
善神プライマスによって生み出された最初のトランスフォーマー。かつて、ユニクロンを打ち負かし宇宙に追放したとされている。
ベクターシグマ / Vector Sigma
サイバトロン星に存在するプライムの叡智の宝庫。ユニクロンと並び伝説的な存在でケイオンの地下に存在する。アクセスするには専用の鍵が必要となる。
ベクターシグマの鍵 / Key to Vector Sigma
ベクターシグマへのアクセスを可能とする鍵。またベクターシグマの在処への道標も兼ねている。生体認証機能を持ち、プライムの称号を持つ者か、プライムによって選ばれた者のみが使用可能。
ケイオン / Kaon
サイバトロン星におけるディセプティコンの首都。大戦でディセプティコンに占拠され、メガトロンが首都とした。
アイアコン / Iacon
サイバトロン星の文化的中心地でありオートボットの要塞だった都市。かつてオライオンパックスが情報収集員として働いていた。大戦時はスパーク吸引装置など、重要なアイテムや兵器を地下に保管していた。
サイバトロン・データ・シリンダー / Cybertronian data cylinder
トランスフォーマーのあらゆる知識がエネルギーとしてまとめられたシリンダー。サイバトロン星の対立が起きる前に作られた代物で、トランスフォーマー以外の異星人が触れると知識を守るためにエネルギーを放出する仕組みになっている。
オメガ・ロック/ Omega Lock
オメガ・キーに対応するサイバトロン星を蘇らせることのできるという装置。所在の座標はマトリクスセイバーおよびオメガ・キーの中に記されていた。全ての根源であるオールスパークに通じているとされ、4つのオメガ・キーを差し込むことで起動、発動した者の思うがままに巨大な建造物をも一瞬で創造することができる。
第52話でメガトロンが地球を機械の惑星にしようとして利用するが、サイバトロン星再生を諦めてまで地球を守ろうとしたオプティマスプライムによって破壊される。
シーズン3『Beast Hunters（ビーストハンターズ）』においてネメシス艦底に新たなオメガロックが建造されており、完全な合成エネルゴンとプレダコンDNA溶液の混合エネルギーを利用した地球の機械化計画のために使用されそうになったが、第13話（第65話）においてネメシスを奪取したオプティマス部隊がサイバトロン星中心部にオメガロックのエネルギーを照射したことにより停止していたコアが再起動し、サイバトロン星は蘇った。

### アイアコンの遺産
アイアコンに保管されていたアイテム。戦争中にディセプティコンに狙われたため、追い詰められたオートボットたちが宇宙の各地へ転送した。そのうちのいくつかが地球に隠されており、シーズン2（第27話以降）はこれらの争奪戦が軸となっている。
シーズン2序盤ではアイアコン計画としてメガトロンがオプティマスプライムに座標情報を解析させており、オプティマスプライムが記憶を取り戻してからはサウンドウェーブに解析を続けさせている。その後の争奪戦でラフが開発したウィルスによりオートボット側にも座標情報が流出している。
スパーク吸引装置 / Spark extractor
ディセプティコンが開発した円盤状の大量破壊兵器。その名の通り、トランスフォーマーのボディからスパークを吸い取る機能を持つ。一度起動すると、使用者を含め敵味方問わず周囲のトランスフォーマーすべてからスパークを抜き取る為非常に危険なアイテムである。
第51話ではスモークスクリーンが使用。フェイズシフターと併用することで多数のビーコンを撃破したが、メガトロンがダークエネルゴンセイバーを投擲したことで破壊される。
フォースフィールドジェネレーター / Force field generator
バトン状のアイテム。廃坑に埋まっていた。メガトロンのカノン攻撃すらも防ぐ強力な電磁シールドを発生させることができる。またシールドは様々な形状に展開でき、防御だけでなく敵を抑え込むことにも使える。
日米版ともに正式なアイテム名は語られておらず、設定資料集で判明した。愛称としてメディックノックアウトからはどこでもバリアーと呼ばれていた。戦闘においてソラスプライムハンマーを使ったバルクヘッドによって破壊された。
ソラスプライムハンマー / Forge of Solus Prime
最初の13人のプライムソラスプライムが使用していた巨大なハンマー。高山の断崖に埋まっていた。不思議な力で様々な素材からあらゆる物を作り出すことができるが、悪用を防ぐためプロテクトが掛けられており、プライムの力を持つ者でなければ使うことができない。
第31話でメガトロンに奪われ、第47話で使用しダークエネルゴンを錬成してダークエネルゴンセイバーを作成したが、 第51話でドレッドウイングがオートボットに返却し、これを使用してマトリクスセイバーを修復させた。
シーズン3『Beast Hunters（ビーストハンターズ）』第3話（第55話）においてオメガワン破壊時にディセプティコンが回収したが、潜入したスモークスクリーンによって奪還され、瀕死となったオプティマスプライムを救うために残った力を彼を強化改造し復活させるために使用し効力を失ってしまったが、第5話（第57話）以降はウルトラマグナスがこれを武器として使用し第9話（第61話）のプレダキングとの戦闘において破壊された。
フェイズシフター / Phase shifter
腕時計状のアイテム。ニューヨークの地下鉄に埋まっていた。装着すると物質を任意で透過することができる。
第44話でスモークスクリーンがこれを使ってスタースクリームからエイペックスアーマーを強奪。そして第47話にて再び使用、メガトロンを出し抜いてオメガ・キーを入手したことで彼の主要武器として認められた。第52話で一度手放されたが、シーズン3『Beast Hunters（ビーストハンターズ）』第1話（第53話）では破壊されたオメガロック内に置いてあったところをスモークスクリーンが奪還、再び使用することに。
エイペックスアーマー / Apex Armor
ディセプティコンが戦争用に開発した鎧。南極にて氷付けになっていた。普段はプレート状に格納されており、胸に装着することで重装甲のアーマーへと変形する。絶大なパワーと防御力を得ることができるが、機動性が低下し装着中は変形不能になる欠点がある。
第39話でスタースクリームが装着する形で手に入れたが、第44話でオートボットの新参者のスモークスクリーンによって奪われ、第51話ではアーシーが使用し第52話で一度手放されたが、シーズン3『Beast Hunters（ビーストハンターズ）』第1話（第53話）では破壊されたオメガロックを捜索し、手放されたアイアコンの遺産を回収しに来たメディックノックアウトによって発見され回収される。その後の第6話（第58話）ではスタースクリームが装着したが、潜入したミコによってまたもオートボットに奪われてしまった。
レゾナンスブラスター / Resonance Blaster
ディセプティコンの兵器。山岳地帯に埋まっていた。強力な超音波兵器で、相手を昏倒させる他物体を飛ばすなど物理攻撃も可能。
シーズン3『Beast Hunters（ビーストハンターズ）』第8話（第60話）ではネメシスの保管室に入っている。
毒エネルゴン / Tox-En
上記参照。
マトリクスセイバー / Star Saber
上記参照。
オメガ・キー / Omega Key
環境の破壊されたサイバトロン星を蘇らせることができるという鍵。全部で4つ存在しているとされ、これを全て揃えることでサイバトロンを復興させることが可能になると伝えられている。

### その他（設定・戦力）
ジャスパー / Jasper
ジャックたちが暮らすネバダ州の小さな町。周囲を砂漠やオートボットの基地がある岩山に囲まれている。

## 受賞歴
- 第39回デイタイム・エミー賞 アニメーション番組特別部門最優秀賞[7]
- 第40回デイタイム・エミー賞 アニメーション個人部門受賞[8][9]
  - キャラクターアニメーター - 加藤新人（Arato Kato）
  - 背景デザイナー - ジェイソン・パーク（Jason Park）
  - ストーリーボードアーティスト - カーク・ヴァン・ウォーマー（Kirk Van Wormer）
- 第41回デイタイム・エミー賞　アニメーション個人部門受賞[10][11]
  - キャラクターデザイナー - ホセ・ロペス（Jose Lopez）
  - キャラクターアニメーター - 元田康弘（Yasuhiro Motoda）

## スタッフ
※作品タイトルロール、エンドロールでは全て英表記。下記は独自に和訳したもの。
- 原作・製作総指揮 - ロベルト・オーチー、アレックス・カーツマン、デュアン・カピッツィ、ジェフ・クライン
- 製作総指揮 - スティーブン・デイビス、塩田周三
- 総監督 - デビッド・ハートマン
- CG制作ディレクター - 林弘幸
- アートディレクター - デビッド・ハートマン、Tomoaki Okada
- アートディレクターキャラクター&プロップ - ホセ・ロペス
- キャラクターデザイン - アウグスト・バランコ、ウォルター・ゲイトス
- 色彩設計・ビジュアルエフェクト - クリストフ・ヴァシェ
- 音声監督 -  スー・ブルー（第1話 - 第11話）、ジェイミー・シモーヌ（第12話 - ）
- 音楽 - ブライアン・タイラー、マシュー・マージェソン（第15話 - ）
- プロデューサー - マンディ・サファヴィー、ラファエル・ラスチャイルド、秋田穣（シーズン1）→山藤真士（シーズン2、3）
- 制作 - ハズブロ・スタジオ
- アニメーション制作 - ポリゴン・ピクチュアズ、Silver Ant PPI（シーズン3）[1]
- 製作 - ハズブロ・スタジオ、ポリゴン・ピクチュアズ、K/Oペーパー・プロダクツ、ダービーポップ・プロダクション

## 各話リスト
- 日本語版のサブタイトルは「○○変形!（もしくは!?）-」という形で統一されている。第35話はオートボット、第50話はディセプティコンの総集編として放送。

| 話数（通算）                                  | サブタイトル                                  | 英題                        | 脚本                                    | 演出                                              | 放送日（米）    | 放送日（日）   |
| ミニシリーズ                                  | ミニシリーズ                                  | ミニシリーズ                | ミニシリーズ                            | ミニシリーズ                                      | ミニシリーズ    | ミニシリーズ   |
| --------------------------------------------- | --------------------------------------------- | --------------------------- | --------------------------------------- | ------------------------------------------------- | --------------- | -------------- |
| #1                                            | 完全変形!トランスフォーマー登場               | Darkness Rising, Part 1     | デュアン・カピッツィ                    | デビッド・ハートマン                              | 2010年 11月26日 | 2012年 4月7日  |
| #2                                            | 暗黒変形!?ダークエネルゴン                    | Darkness Rising, Part 2     | ニコール・ダバック                      | デビッド・ハートマン                              | 11月26日        | 4月14日        |
| #3                                            | 救出変形!ファウラーの危機                     | Darkness Rising, Part 3     | マーシャ・グリフィン                    | トッド・ウォーターマン                            | 12月1日         | 4月21日        |
| #4                                            | 潜入変形!戦艦ネメシス                         | Darkness Rising, Part 4     | スティーブン・メルチング                | シャウント・ニゴゴシアン                          | 12月2日         | 4月28日        |
| #5                                            | 爆裂変形!スペースブリッジ攻防戦               | Darkness Rising, Part 5     | ジョセフ・クアー                        | ヴィントン・ホイク                                | 12月3日         | 5月5日         |
| シーズン1                                     |                                               |                             |                                         |                                                   |                 |                |
| #6                                            | 空中変形!スカイクエイク                       | Masters and Students        | デヴィッド・スラック                    | トッド・ウォーターマン                            | 2011年 2月11日  | 5月12日        |
| #7                                            | 極寒変形!?ミニコンの恐怖                      | Scrapheap                   | マーシャ・グリフィン                    | シャウント・ニゴゴシアン                          | 2月18日         | 5月19日        |
| #8                                            | 秘剣変形!ホイルジャック登場                   | Con Job                     | スティーブン・メルチング                | ヴィントン・ホイク                                | 2月25日         | 5月26日        |
| #9                                            | 爆走変形!ディンガスを守れ!                    | Convoy                      | ジョセフ・クアー                        | トッド・ウォーターマン                            | 3月4日          | 6月2日         |
| #10                                           | 猛撃変形!二人の刺客                           | Deus Ex Machina             | ニコール・ダバック                      | シャウント・ニゴゴシアン                          | 3月11日         | 6月9日         |
| #11                                           | 加速変形!スピード勝負!                        | Speed Metal                 | ディーン・ステファン                    | ヴィントン・ホイク                                | 4月9日          | 6月16日        |
| #12                                           | 怪虫変形!クモ女の森                           | Predatory                   | マーシャ・グリフィン                    | トッド・ウォーターマン カーク・ヴァン・ウォーマー | 4月16日         | 6月23日        |
| #13                                           | 幻影変形!マインドダイビング                   | Sick Mind                   | スティーブン・メルチング                | シャウント・ニゴゴシアン                          | 4月30日         | 6月30日        |
| #14                                           | 逆襲変形!メガトロン復活                       | Out of His Head             | ニコール・ダバック                      | ヴィントン・ホイク                                | 5月7日          | 7月7日         |
| #15                                           | 死霊変形!スカイクエイクふたたび               | Shadowzone                  | マーシャ・グリフィン                    | トッド・ウォーターマン                            | 5月14日         | 7月14日        |
| #16                                           | 手術変形!?囚われた破壊戦士                    | Operation: Breakdown        | スティーブン・メルチング                | シャウント・ニゴゴシアン                          | 6月18日         | 7月21日        |
| #17                                           | 謀略変形!邪悪な糸を断て!                      | Crisscross                  | ジョセフ・クアー                        | ヴィントン・ホイク                                | 6月25日         | 7月28日        |
| #18                                           | 密着変形!?磁力タッグマッチ                    | Metal Attraction            | ニコール・ダバック                      | トッド・ウォーターマン                            | 7月9日          | 8月4日         |
| #19                                           | 探査変形!地底からの脱出                       | Rock Bottom                 | ティム・ジョーンズ                      | シャウント・ニゴゴシアン                          | 7月16日         | 8月11日        |
| #20                                           | 決闘変形!クリフジャンパーの無念を晴らせ       | Partners                    | マイク・ジョンソン                      | ヴィントン・ホイク                                | 7月23日         | 8月18日        |
| #21                                           | 友情変形!私のバルクヘッド                     | T.M.I.                      | ジョセフ・クアー                        | トッド・ウォーターマン                            | 9月10日         | 8月25日        |
| #22                                           | 禁断変形!?ラチェット最強伝説?                 | Stronger, Faster            | モレート・スコット                      | シャウント・ニゴゴシアン                          | 9月17日         | 9月1日         |
| #23                                           | 一撃変形!オプティマスプライムVSメガトロン     | One Shall Fall              | ジョセフ・クアー デュアン・カピッツィ   | ヴィントン・ホイク                                | 9月24日         | 9月8日         |
| #24                                           | 巨神変形!ガイアユニクロンの進撃               | One Shall Rise, Part 1      | ニコール・ダバック デュアン・カピッツィ | トッド・ウォーターマン                            | 10月1日         | 9月15日        |
| #25                                           | 両雄変形!最強コンビ誕生                       | One Shall Rise, Part 2      | マーシャ・グリフィン                    | シャウント・ニゴゴシアン                          | 10月8日         | 9月22日        |
| #26                                           | 封印変形!オライオンパックスの謎               | One Shall Rise, Part 3      | スティーブン・メルチング                | ヴィントン・ホイク                                | 10月15日        | 9月29日        |
| シーズン2                                     |                                               |                             |                                         |                                                   |                 |                |
| #27                                           | 忘却変形!ディセプティコンになったオプティマス | Orion Pax, Part 1           | ニコール・ダバック                      | ヴィントン・ホイク                                | 2012年 2月18日  | 10月6日        |
| #28                                           | 希望変形!サイバトロン星をめざせ               | Orion Pax, Part 2           | モレート・スコット                      | スクーター・ティドウェル                          | 2月25日         | 10月13日       |
| #29                                           | 起動変形!ベクターシグマの鍵                   | Orion Pax, Part 3           | ジョセフ・クアー                        | シャウント・ニゴゴシアン                          | 3月3日          | 10月20日       |
| #30                                           | 変形不能!?バンブルビーSOS                     | Operation Bumblebee, Part 1 | マーティ・アイゼンバーグ                | トッド・ウォーターマン                            | 3月10日         | 10月27日       |
| #31                                           | 勇敢変形!軍医の決断                           | Operation Bumblebee, Part 2 | ニコール・ダバック                      | ヴィントン・ホイク                                | 3月17日         | 11月3日        |
| #32                                           | 剣爆変形!ホイルジャックとドレッドウイング     | Loose Cannons               | デビッド・マクダーモット                | スクーター・ティドウェル                          | 3月24日         | 11月10日       |
| #33                                           | 波乱変形!昆虫激戦                             | Crossfire                   | マーティ・アイゼンバーグ                | シャウント・ニゴゴシアン                          | 3月31日         | 11月17日       |
| #34                                           | 激突変形!闇の司令官あらわる                   | Nemesis Prime               | デビッド・マクダーモット                | トッド・ウォーターマン                            | 4月7日          | 11月24日       |
| #35                                           | 特命変形!ファウラーの捜査ファイル             | Grill                       | デュアン・カピッツィ                    | ケヴィン・アルティエリ                            | 4月14日         | 12月1日        |
| #36                                           | 無限変形!増殖する敵                           | Armada                      | マット・ウェイン                        | ヴィントン・ホイク                                | 4月21日         | 12月8日        |
| #37                                           | 神雷変形!戦艦ネメシスの反乱                   | Flying Mind                 | ロバート・N・スキル                     | スクーター・ティドウェル                          | 4月28日         | 12月15日       |
| #38                                           | 奪回変形!大都会・地下の戦い                   | Tunnel Vision               | アンドリュー・ロビンソン                | シャウント・ニゴゴシアン                          | 5月5日          | 12月22日       |
| #39                                           | 氷結変形!無敵のボディを手に入れろ!            | Triangulation               | デビッド・マクダーモット                | トッド・ウォーターマン                            | 5月12日         | 12月29日       |
| #40                                           | 音波変形!ラチェットの秘策                     | Triage                      | マーティ・アイゼンバーグ                | ヴィントン・ホイク                                | 5月19日         | 2013年 1月5日  |
| #41                                           | 毒炎変形!虫の王・ハードシェル                 | Toxicity                    | スティーブン・メルチング                | スクーター・ティドウェル                          | 5月26日         | 1月12日        |
| #42                                           | 仇討変形!勇気ある追跡                         | Hurt                        | モレート・スコット                      | シャウント・ニゴゴシアン                          | 8月24日         | 1月19日        |
| #43                                           | 追憶変形!アーシーの過去                       | Out of the Past             | マイク・ジョンソン                      | トッド・ウォーターマン                            | 8月31日         | 1月26日        |
| #44                                           | 新星変形!スモークスクリーン参上!              | New Recruit                 | マーティ・アイゼンバーグ                | ヴィントン・ホイク                                | 9月7日          | 2月2日         |
| #45                                           | 人造変形!帰ってきた破壊戦士                   | The Human Factor            | ロバート・N・スキル                     | スクーター・ティドウェル                          | 9月14日         | 2月9日         |
| #46                                           | 閃光変形!とき放て!伝説の剣                    | Legacy                      | マーシャ・グリフィン                    | シャウント・ニゴゴシアン                          | 9月21日         | 2月16日        |
| #47                                           | 予言変形!時を超えたメッセージ                 | Alpha; Omega                | デヴィッド・マクダーモット              | トッド・ウォーターマン                            | 9月28日         | 2月23日        |
| #48                                           | 爆炎変形!オメガ・キー争奪戦                   | Hard Knocks                 | モレート・スコット                      | ヴィントン・ホイク                                | 10月5日         | 3月2日         |
| #49                                           | 舞空変形!決死のスカイダイブ                   | Inside Job                  | ロバート・N・スキル                     | スクーター・ティドウェル                          | 10月12日        | 3月9日         |
| #50                                           | 漆黒変形!裏切りの影                           | Patch                       | デュアン・カピッツィ                    | シャウント・ニゴゴシアン                          | 10月19日        | 3月16日        |
| #51                                           | 復活変形!よみがえるサイバトロン星             | Regeneration                | マーシャ・グリフィン                    | トッド・ウォーターマン                            | 10月26日        | 3月23日        |
| #52                                           | 究極変形!戦え!トランスフォーマー              | Darkest Hour                | スティーブン・メルチング                | ヴィントン・ホイク                                | 11月2日         | 3月30日        |
| シーズン3 Beast Hunters（ビーストハンターズ） |                                               |                             |                                         |                                                   |                 |                |
| #1（#53）                                     | （日本未放送）                                | Darkmount, NV               | マーシャ・グリフィン                    | シャウント・ニゴゴシアン                          | 2013年 3月22日  | （日本未放送） |
| #2（#54）                                     | （日本未放送）                                | Scattered                   | スティーブン・メルチング                | ヴィントン・ホイク                                | 3月29日         | （日本未放送） |
| #3（#55）                                     | （日本未放送）                                | Prey                        | マーシャ・グリフィン                    | トッド・ウォーターマン                            | 4月5日          | （日本未放送） |
| #4（#56）                                     | （日本未放送）                                | Rebellion                   | スティーブン・メルチング                | スクーター・ティドウェル                          | 4月12日         | （日本未放送） |
| #5（#57）                                     | （日本未放送）                                | Project Predacon            | デュアン・カピッツィ                    | シャウント・ニゴゴシアン                          | 5月17日         | （日本未放送） |
| #6（#58）                                     | （日本未放送）                                | Chain of Command            | モレート・スコット                      | ヴィントン・ホイク                                | 5月24日         | （日本未放送） |
| #7（#59）                                     | （日本未放送）                                | Plus One                    | グレッグ・ワイズマン                    | トッド・ウォーターマン                            | 5月31日         | （日本未放送） |
| #8（#60）                                     | （日本未放送）                                | Thirst                      | マーシャ・グリフィン                    | スクーター・ティドウェル                          | 6月7日          | （日本未放送） |
| #9（#61）                                     | （日本未放送）                                | Evolution                   | スティーブン・メルチング                | シャウント・ニゴゴシアン                          | 6月28日         | （日本未放送） |
| #10（#62）                                    | （日本未放送）                                | Minus One                   | マイケル・カサット                      | ヴィントン・ホイク                                | 7月5日          | （日本未放送） |
| #11（#63）                                    | （日本未放送）                                | Persuasion                  | マイケル・G・スターン                   | トッド・ウォーターマン                            | 7月12日         | （日本未放送） |
| #12（#64）                                    | （日本未放送）                                | Synthesis                   | マーシャ・グリフィン                    | スクーター・ティドウェル                          | 7月19日         | （日本未放送） |
| #13（#65）                                    | （日本未放送）                                | Deadlock                    | スティーブン・メルチング                | シャウント・ニゴゴシアン                          | 7月26日         | （日本未放送） |

## 日本語版
| 演出                            | 岩浪美和                           |
| 翻訳                            | 寺尾知寿子                         |
| チーフプロデューサー            | 阿部祥三→村川淳 鈴木祐治、嵯峨隼人 |
| プロデューサー                  | 鈴木勇人、田島豊 前田典秋、大田豪  |
| プロデューサー （情報コーナー） | 伊平崇耶                           |
| 制作協力                        | タカラトミー、日活                 |
| 制作プロダクション              | 08、ACクリエイト                   |
| 制作                            | テレビ愛知、dentsu                 |

日本ではテレビ愛知発テレビ東京系列および系列外ネット局にて、2012年4月7日から2013年3月30日まで放送された。番組の最後には実写の情報コーナー『サイバトロンサテライトこちらトランスフォーマー部』とミニアニメ『アームズマイクロン劇場』も放映。日本語版演出は『ビーストウォーズ』以降、多数のトランスフォーマーシリーズに携わってきた岩浪美和が担当する。キャラクターの名称は『アニメイテッド』に引き続き英語版を仮名転写している形を採っている。
2012年8月12日にはテレビ東京で『超ロボット生命体トランスフォーマープライム 深夜の完全変形2時間スペシャル!』を放送。番組内で放送された人形劇『プライム家の日常』は岩浪美和が監督を務めた。
『ビーストウォーズ』シリーズや『アニメイテッド』の日本語版では、コミカルなキャラ付けや原語版にないアドリブの挿入など独自の脚色が多かったのに対し、本作品はこれらの要素が控えめとなり、基本的に原語版に沿ったシリアスなストーリーが展開された。中盤以降は子供の視聴者に配慮して、シリアスな雰囲気を維持しつつ、アドリブなどのコミカルな要素が加えられた。特にスタースクリームやエアラクニッドなどのディセプティコン側はキャラクターの性格が変わるほどおふざけが入れられている。

### 主題歌

#### オープニングテーマ
「FEELING」（第1話 - 第13話）
作詞 - G-DRAGON、T.O.P.、SUNNY BOY / 作曲 - BOYS NOIZE、G-DRAGON / 編曲 - BOYS NOIZE / 歌 - BIGBANG
ドイツのプロデューサー・BOYS NOIZEとBIGBANGのG-DRAGONが共同で制作した。また、日本で放送されるトランスフォーマーのテレビシリーズで主題歌を外国人アーティストが担当するのは初めてである。また、ところどころに原語版のオープニング映像が挿入されている。
「TRANSFORMERZ」（第14話 - 第26話）
作詞・作曲 - m-flo & Minami / 編曲 - ☆Taku Takahashi & Mitsunori Ikeda / 歌 - m-flo
「TRANSFORMERZ (VERSION 2.0)」（第27話 - 第52話）
作詞・作曲 - m-flo / 編曲 - ☆Taku Takahashi & Ken Oshima / 歌 - m-flo
このOPではイントロ部分でトランスフォーマーの戦士1人による前説が挿入されていた。また、第40話から映像が変更された。

#### エンディングテーマ
日本語版では次回予告がエンディングテーマ中に表示される小さな画面で行われる。
「I Believe in All」（第1話 - 第13話）
作詞・作曲 - YUTO / 編曲・歌 - CLUTCHO
「A Little Bit」（第14話 - 第26話）
作詞・作曲 - YUTO / 編曲・歌 - CLUTCHO
「ディスコード」（第27話 - 第52話）
作詞 - 鈴木静那 / 作曲 - 大西克巳 / 編曲 - 松井寛 / 歌 - 東京女子流
第40話から映像が変更された。

### おまけコーナー
- 日本オリジナルとして本編終了後に流される短編コーナー。前作より1コーナー増えたが、その分コーナーの時間が短くなっている。
- 開始当初は「こちらトランスフォーマー部」→「アームズマイクロン劇場」の順に放送されていたが、第6話から逆の構成になった。この変更によりエンディングとは独立していたが、「こちらトランスフォーマー部」のコーナー終盤でエンディングテーマの冒頭が流れる形になった。

#### サイバトロンサテライト こちらトランスフォーマー部
| 東京女子流     | 山邊未夢（部長） 小西彩乃、新井ひとみ 中江友梨、庄司芽生 |
| ベクターシグマ | 藤原啓治                                                 |

アイドルユニット東京女子流出演による実写パート。サイバトロン星と通信できる部屋でベクターシグマから依頼を受けた東京女子流がトランスフォーマー部を結成し、トランスフォーマー玩具の紹介を行う。
イメージソング「Rock You」。

#### アームズマイクロン劇場
| ディレクター       | 浜田朗             |
| 構成               | 浜田朗、由利真珠郎 |
| アニメーション制作 | HiWaPlus           |

日本オリジナル展開であるアームズマイクロンを主役としたフラッシュアニメの短編作品。
彼らはトランスフォーマーたちの武器に変形しているという設定であり、舞台裏でのマイクロンたちによるどこかズレたコミカルな掛け合いが特徴。舞台となっている基地はタカラトミー本社ビルのある日本の某所（立石）であることが暗示されている。
第21話から第52話（最終話）までは本編のアイキャッチにも登場している。
特番の『深夜のアームズマイクロン劇場』ではアームズマイクロンが一切登場せず部屋だけが映された。
制作会社が異なるため本編とはCGの雰囲気も異なっている。

##### キャラクター（アームズマイクロン劇場）

###### オートボットアームズマイクロン部隊
名称はマスターであるオートボットの名前（英語表記）を基にしている。
例：オプティマスプライム(Optimus Prime)→オーピー
オーピー
声 - 森川智之
ブラスターに変形するアームズマイクロン。玩具ではオプティマスプライムに付属。ピュア属性で、エネルゴンクリスタルはアタック。
一人称は「私」。「私にいい考えがある」が口癖で、何かにつけて言い出すが若干抜けたところがあり、大抵ろくな結果にならない。また周囲に振り回されたり、ぞんざいな扱いを受けることが多い。ゴラII（ツー）とは犬猿の仲。
オーピーにビーツーとアルエがウェポンリンクするとピュア属性のスーパーコンボウェポン・スターセイバーになり、さらにウージとアイロがウェポンリンクするとコンボウェポン・アドバンスドスターセイバーになる。他にはベーハーとエスツーがウェポンリンクするとコンボウェポン・ストラジーガンになる。
第37話でピュアの力を極めることにより、ピュアエネルゴンオーピー（玩具ではキャンペーン品）となる。
ピュアエネルゴンオーピーにピュアエネルゴンビーツーとシャイニングアルエがウェポンリンクするとコンボウェポン・ピュアエネルゴンスーパースターセイバーになる。
第49話の総選挙の結果では5位。
オーピーR
声 - 森川智之
オーピーの色違い。玩具ではアドバンスドスターセイバーセットに付属。第38話、第41話で登場。
アドバンスドスターセイバーとマトリクスがウェポンリンクするとコンボウェポン・マトリクスダブルセイバーになる。
ビーツー
声 - くまいもとこ
ツインカノンに変形するアームズマイクロン。玩具ではバンブルビーに付属。ピュア属性で、エネルゴンクリスタルはスピード。
一人称は「おいら」。少年のような性格で、ツッコミ役を務めることが多い。にらめっこが得意とのことだが、顔の表情は一切変化しない。バンブルビーが変形できなくなったときは腕の中から出られなくなり、腕を切り裂いて出るように求めるなどかなり危うい発言をしている。またラフと仲が良く、本人曰くしばしばテレビゲームなどで遊んでいるとのこと。
第35話にて、「こちらトランスフォーマー部」のコーナーにもゲスト出演。
ビーツーにオーピーとアルエがウェポンリンクするとピュア属性のスーパーコンボウェポン・スターセイバーになり、さらにウージとアイロがウェポンリンクするとコンボウェポン・アドバンスドスターセイバーになる。
第37話でピュアの力を極めることにより、ピュアエネルゴンビーツー（玩具ではキャンペーン品）となる。
ピュアエネルゴンビーツーにピュアエネルゴンオーピーとシャイニングアルエがウェポンリンクするとコンボウェポン・ピュアエネルゴンスーパースターセイバーになる。
第49話の総選挙の結果では6位。
アルエ
声 - 飛田展男
ブレードに変形するアームズマイクロン。玩具ではラチェットに付属。ピュア属性で、エネルゴンクリスタルはヒットポイント。
一人称は「僕」。ツッコミ役に回ることが多く、ツッコミはビーツーに比べ辛口でシニカルな発言が多い。
アルエにマトリクスがウェポンリンクするとコンボウェポン・マトリクスセイバーになる。その際、アルエの体が青く輝きシャイニングアルエ（玩具ではアームズマスターオプティマスに付属）になり、顔も美男子となり、ピュアであることを強調するようになる。第25話以降はもっぱらこちらの状態であることが多い。
アルエにオーピーとビーツーがウェポンリンクするとピュア属性のスーパーコンボウェポン・スターセイバーになり、さらにウージとアイロがウェポンリンクするとコンボウェポン・アドバンスドスターセイバーになる。
第49話の総選挙の結果ではアルエは8位で、シャイニングアルエは10位（アルクと同率）。
アルク
声 - 伊藤静
エッジブレードに変形するアームズマイクロン。玩具ではアーシーに付属。ファスト属性で、エネルゴンクリスタルはスピード。
一人称は「私」。女性型で語尾に「-だぜ」とつける。一見すると無邪気な性格であるが、思い通りにならない時はゴリ押しに出るなど強引な性格をしている。また、他人をいじって遊ぶという意地の悪い一面を持つ。
アルクにベーハーとシエルがウェポンリンクするとファスト属性のスーパーコンボウェポン・ギャラクシーランチャーになる。他にも、オーピー（2人）、ビーツー、アルエ、ベーハー、シエルとウェポンリンクすることで、ファイヤーギャラクシースーパーゴッドスターアルクになる。
第49話の総選挙の結果では10位（シャイニングアルエと同率）。
アルクS
声 - 伊藤静
アルクの色違い。玩具では単品販売。
第38話で唐突に登場したため、ソウに「アルクSって誰？」と突っ込まれる。
ベーハー
声 - 長嶝高士
レッキングボールに変形するアームズマイクロン。玩具ではバルクヘッドに付属。ファスト属性で、エネルゴンクリスタルはヒットポイント。
語尾に「-じゃい」とつけて喋る。バルクヘッド同様ミニコンを極度に恐れており、強くなることを望んでいる。また、ミコに気がある様子。
ベーハーにアルクとシエルがウェポンリンクするとファスト属性のスーパーコンボウェポン・ギャラクシーランチャーになる。他にも、オーピーとエスツーがウェポンリンクするとコンボウェポン・ストラジーガンになる。
第49話の総選挙の結果では13位。
シエル
声 - 乃村健次
三連カノンに変形するアームズマイクロン。玩具ではクリフジャンパーに付属。ファスト属性で、エネルゴンクリスタルはアタック。
語尾に「-じゃん」とつけて喋る。口癖は「ベイビー」。比較的常識的な性格で、冷静なツッコミをすることが多い。
シエルにベーハーとアルクがウェポンリンクするとファスト属性のスーパーコンボウェポン・ギャラクシーランチャーになる。
第49話の総選挙の結果では14位。
プラル
声 - くまいもとこ
ジャベリン（槍）に変形するアームズマイクロン。玩具では単品販売で、ゴールド版はバトルシールドオプティマスに付属。ポジトロ属性で、エネルゴンクリスタルはスピード。
プラルにサイスとジェイズがウェポンリンクするとポジトロ属性のスーパーコンボウェポン・コスモテクターになる。さらに金色に変化すればダークマターカリバーを圧倒する最強の盾となる。
サイス
声 - 飛田展男
アックス（斧）に変形するアームズマイクロン。玩具では単品販売で、ゴールド版はバトルシールドオプティマスに付属。ポジトロ属性で、エネルゴンクリスタルはヒットポイント。
サイスにプラルとジェイズがウェポンリンクするとポジトロ属性のスーパーコンボウェポン・コスモテクターになる。
ジェイズ
声 - 長嶝高士
スピア（槍）に変形するアームズマイクロン。玩具では単品販売で、ゴールド版はバトルシールドオプティマスに付属。ポジトロ属性で、エネルゴンクリスタルはアタック。
ジェイズにプラルとサイスがウェポンリンクするとポジトロ属性のスーパーコンボウェポン・コスモテクターになる。
シャイニング・アルエ軍団
声 - 飛田展男
アルエと同型のアームズマイクロンの軍団。玩具ではキャンペーン品。全員ピュア属性で、エネルゴンクリスタルはヒットポイント。
個々の特性は違うが、総じて暑苦しい性格をしており、アルエからは若干引かれ気味。
ウェポンリンクすることでコンボウェポン・レインボーシールドになる。
シャイニングアルエR アール（レッド）
赤いシャイニングアルエ。自称「赤い熱血指揮官」。
シャイニングアルエGR ジーアール（グリーン）
緑のシャイニングアルエ。自称「緑のクールな戦略家」。
礼儀正しい言葉遣いが特徴。
シャイニングアルエY ワイ（イエロー）
黄色いシャイニングアルエ。自称「黄色い怪力戦闘員」。
語尾に「-ですたい」とつけて喋る。
シャイニングアルエP ピー（パープル）
紫色のシャイニングアルエ。自称「紫のエリート偵察員」。
語尾に「-ざます」とつけて喋る。
ウージ
声 - 泰勇気
刀に変形するアームズマイクロン。玩具ではホイルジャックに付属。シールド属性で、エネルゴンクリスタルはアタック。
第32話から登場。一人称は「俺っち」。江戸っ子のようなべらんめぇ口調で喋る。ベーハーの友人。また、発明家でもある。本人いわくアメリカンジョークが得意というが単なる駄洒落であり、あまりの下手さにゾリは壁からずり落ちた。
第49話の総選挙の結果では12位。
ソウ
声 - 加藤賢崇
サークルソーに変形するアームズマイクロン。玩具ではオートボットスワーブに付属。マグネ属性で、エネルゴンクリスタルはヒットポイント。
第38話で登場。オーピーのことを「博士」と呼ぶ。唐突に登場したため、アルクSに「あんたこそ誰？」と突っ込まれる。
エスツー
声 - 興津和幸
アロー（クロスボウ）に変形するアームズマイクロン。玩具ではスモークスクリーンに付属。マグネ属性で、エネルゴンクリスタルはスピード。
第44話から登場。一人称は「自分」。語尾に「-っす」と付けて喋る。新人ながら自身を宇宙最強のハンターと自称している。ビーツーには腰が低いのに対して先輩のベーハーにはタメ口で若干見下している。
エスツーにオーピーとベーハーがウェポンリンクするとコンボウェポン・ストラジーガンになる。
アイロ
カノンに変形するアームズマイクロン。玩具ではアイアンハイドに付属。シールド属性で、エネルゴンクリスタルはスピード。
コンボウェポン・アドバンスドスターセイバーにウェポンリンクした状態でのみの登場。

###### ディセプティコンアームズマイクロン部隊
名称は変形するモチーフの名前を基にしている。
例：ゴリラ→ゴラ
ゴラII（ツー）
声 - 藤原啓治
ゴリラからフュージョンカノンに変形するアームズマイクロン。玩具ではメガトロンダークネスに付属。ダーク属性で、エネルゴンクリスタルはヒットポイント。
ディセプティコンアームズマイクロン部隊のリーダー。
第14話から登場（第13話は声のみの登場）。一人称は「我」。尊大な性格をしており、第16話で絵を担当したスタースクリームには“キンニクのうみそ”と侮蔑されている。好意を寄せるアルクに良いように弄ばれる単純な一面を持っている。ハデスの登場後はあまり出番がない。オーピーとは犬猿の仲。
ゴラII（ツー）にグルとゾリがウェポンリンクするとダーク属性のスーパーコンボウェポン・プラネットボウガンになり、さらにイダとノジとウェポンリンクするとコンボウェポン・グラビディプラネットボウガンになる。
第49話の総選挙の結果では16位。
ハデス
声 - 藤原啓治
コウモリモード（バットモード）・大鎌モード（メテオサイズ）・合体モード（ウィングモード）の3モードに変形するアームズマイクロン。玩具ではメガトロンダークネスに付属。1体でスーパーコンボクラス。チタン属性で、エネルゴンクリスタルはアタック、ヒットポイント、スピード。
第16話から登場。一人称は「余」。ナルシスト気味で、名前を「ハデスバットシュタインカマーバッハ666世」と名乗ったり「地獄の魔王」を自称する他、番組ジャックを行った。ディセプティコンからは「様」付けで一目置かれる存在である。
第16話で絵を担当したスタースクリームには“アホアホコウモリ”と侮蔑される。
第49話の総選挙の結果では3位。
グル
声 - 鶴岡聡
イーグル（鷲）からプラズマカノンに変形するアームズマイクロン。玩具ではスタースクリーム（ボイジャークラス版）に付属。ダーク属性で、エネルゴンクリスタルはアタック。ヘルフレイムグルの時はイオン属性で、エネルゴンクリスタルはアタック。
ディセプティコンアームズマイクロン部隊のサブリーダーであるが人望はない。
第13話から登場。一人称は「俺」。 口癖は「ヨロシク」。リーダーであるゴラII（ツー）のことは大嫌いで、秘かにニューリーダーの座を狙っている。
グルにゴラII（ツー）とゾリがウェポンリンクするとダーク属性のスーパーコンボウェポン・プラネットボウガンになり、さらにイダとノジとウェポンリンクするとコンボウェポン・グラビディプラネットボウガンになる。
第36話でエアラクニッドがオートボットに囚われた際は、自称「力の騎士」ヘルフレイムグル（玩具ではキャンペーン品）に変身し、シャイニンググラBとテラーコンゾリとウェポンリンクしてイオン属性のスーパーコンボウェポン・ソーラーイオンアローになった。
第49話の総選挙の結果では7位。
ゾリ
声 - 無し
サソリからフレキシブルロッドに変形するアームズマイクロン。玩具ではサウンドウェーブに付属。ダーク属性で、エネルゴンクリスタルはスピード。テラーコンゾリの時はイオン属性で、エネルゴンクリスタルはスピード。
第4話から登場。他のマイクロンとは交流せず、よく壁に張り付いている。持ち主に似て無口ではあるが、ウージがベーハーにアメリカンジョークを聞かせていた際に壁からズリ落ちたことなどから、全く反応しないわけでも周囲に無関心なわけでもない。
ゾリにゴラII（ツー）とグルがウェポンリンクするとダーク属性のスーパーコンボウェポン・プラネットボウガンになり、さらにイダとノジとウェポンリンクするとコンボウェポン・グラビディプラネットボウガンになる。
第36話でエアラクニッドがオートボットに囚われた際は、グル曰く「技の騎士」テラーコンゾリ（玩具ではイオン限定商品・テラーコンバンブルビーに付属）に変身し、ヘルフレイムグルとシャイニンググラBとウェポンリンクしてイオン属性のスーパーコンボウェポン・ソーラーイオンアローになった。
第49話の総選挙の結果では4位。
グラ
声 - 増谷康紀
カニからスピアに変形するアームズマイクロン。玩具ではメディックノックアウトに付属。マッド属性で、エネルゴンクリスタルはヒットポイント。シャイニンググラBの時はイオン属性で、エネルゴンクリスタルはヒットポイント。
第11話から登場。一人称は「僕」。 ザムとよくつるんでいる。
グラにザムとノジをウェポンリンクするとコンボウェポン・エネルゴンスナイパーになる。
第33話でしばらく皆と離れ離れになるというザムを見送る際、シャイニンググラB（玩具ではキャンペーン品）に変身し、暗くなったザムを照らした。
第36話でエアラクニッドがオートボットに囚われた際は、ヘルフレイムグルとテラーコンゾリとウェポンリンクしてイオン属性のスーパーコンボウェポン・ソーラーイオンアローになった。この時の自称は、「知恵の騎士」。
第49話の総選挙の結果では2位。
ザム
声 - 伊丸岡篤
サイからハンマーに変形するアームズマイクロン。玩具ではウォーブレークダウンに付属。ナチュラル属性で、エネルゴンクリスタルはアタック。
第11話から登場。一人称は「僕」。 グラとよくつるんでいる。
ザムにグラとノジをウェポンリンクするとコンボウェポン・エネルゴンスナイパーになる。
本編第33話でウォーブレークダウンが死亡したのに合わせてアームズマイクロン劇場からも卒業するかに思われたが、その後のエピソードでは何事もなかったかのように登場している。
第49話の総選挙の結果では9位。
ノジ
声 - 泰勇気
イノシシからビームガンに変形するアームズマイクロン。玩具ではディセプティコンビーコンに付属。パワー属性で、エネルゴンクリスタルはスピード。
第13話から登場。甲高い声が特徴。
ノジにグラとザムをウェポンリンクするとコンボウェポン・エネルゴンスナイパーになる。
第49話の総選挙の結果では17位。
ガブ
声 - 泰勇気
カブトガニからダブルブレードに変形するアームズマイクロン。玩具では単品販売。エレクトロ属性で、エネルゴンクリスタルはヒットポイント。シャドウガブの時はデスダーク属性で、エネルゴンクリスタルはヒットポイント。
ガブにバルとダイがウェポンリンクすることでエレクトロ属性のスーパーコンボウェポン・ダークマターカリバーになる。その威力はスターセイバーを圧倒する。
後に、シャドウガブにパワーアップし、シャドウバルとシャドウダイとウェポンリンクすることで、デスダーク属性のスーパーコンボウェポン・ダークエネルゴンセイバー（玩具ではファイナルバトルメガトロンに付属）になる。
バル
声 - 福山潤
ファルコンからワイドブレード（ナタ）に変形するアームズマイクロン。玩具では単品販売。エレクトロ属性で、エネルゴンクリスタルはアタック。シャドウバルの時はデスダーク属性で、エネルゴンクリスタルはアタック。
バルにガブとダイがウェポンリンクすることでエレクトロ属性のスーパーコンボウェポン・ダークマターカリバーになる。
後に、シャドウバルにパワーアップし、シャドウガブとシャドウダイとウェポンリンクすることで、デスダーク属性のスーパーコンボウェポン・ダークエネルゴンセイバーになる。
ダイ
声 - 乃村健次
ワニからロケットランチャーに変形するアームズマイクロン。玩具では単品販売。エレクトロ属性で、エネルゴンクリスタルはスピード。シャドウダイの時はデスダーク属性で、エネルゴンクリスタルはスピード。
ダイにガブとバルがウェポンリンクすることでエレクトロ属性のスーパーコンボウェポン・ダークマターカリバーになる。
後に、シャドウダイにパワーアップし、シャドウガブとシャドウバルとウェポンリンクする事で、デスダーク属性のスーパーコンボウェポン・ダークエネルゴンセイバーになる。
イダ
声 - 柚木涼香
クモからハンドクローに変形するアームズマイクロン。玩具ではエアラクニッドに付属。パワー属性で、エネルゴンクリスタルはアタック。
第28話から登場。また、アイキャッチでは第26話から本編よりも先に先行登場した。語尾に「-ですだ」とつけて喋る。見た目は怖いが可愛い声と気立ての良い性格の持ち主で、ディセプティコンでありながらオートボットとも仲が良い。女優志望であり、目標はアルクとのこと。
イダにビーツーとシエルがウェポンリンクすることでコンボウェポン・ブラックウイドークローになる。ただし違う形のエネルゴンクリスタルでの揃いではなかったのでコンボウェポンではない。
エアラクニッドのことを「お母さん」と呼ぶが、本人からは「お姉さんと呼べ」と突っ込まれている。
第49話の総選挙の結果では1位。
ジグ
声 - 岩崎征実
サメからキャノンに変形するアームズマイクロン。玩具ではドレッドウイングに付属。ミスティック属性で、エネルゴンクリスタルはスピード。
第34話から登場。また、アイキャッチでは第32話から本編よりも先に先行登場し、その時は声が少し違っていた。名古屋弁で、語尾に「-だがね」をつけて喋る。
ダゴR・ダゴF
声 - 古木のぞみ
タコからハンマーに変形するアームズマイクロン。玩具ではRはランブル、Fはフレンジー（どちらも本編には未登場のサウンドウェーブの部下である双子）に付属。2体ともミスティック属性で、エネルゴンクリスタルはヒットポイント。
第43話で登場。2体とも一人称は「僕」で、性格は生意気。もぐら叩きゲームに参加したいオズを「キャノンだから」という理由で仲間外れにする。
オズ
声 - 乃村健次
マンモスからキャノン（グレネードランチャー）に変形するアームズマイクロン。玩具ではスタントワイルドライダー（本編には未登場）に付属。マッド属性で、エネルゴンクリスタルはスピード。
第43話で登場。一人称は「俺」。 マンモスだが語尾に「-だゾウ」とつけて喋る。ダゴに「お前マンモスだろ」と指摘され、「謝りマンモス」と謝罪した。
イグ
イグアナからビームガンに変形するアームズマイクロン。玩具ではジェットビーコンに付属。ナチュラル属性で、エネルゴンクリスタルはスピード。
第49話の総選挙の結果で名前のみで登場し、その時の結果は15位。

###### その他（アームズマイクロン劇場）
ガリロボ君 ソーダ
ガリガリ君とのコラボキャラクターで、アイスバーから変形する。アームズマイクロンと比べるとかなり巨大。
マトリクス
オプティマスプライムから贈られたリーダーの証。玩具ではアームズマスターオプティマスに付属。
アルエとウェポンリンクすることでコンボウェポン・マトリクスセイバーになる。さらにマトリクスの力で変化したシャイニングアルエとオーピーとビーツーを組み合わせることによりコンボウェポン・スーパースターセイバーになる。
オプティマスプライム
声 - 森川智之
オートボットの総司令官。第38話、第41話では登場し、その時は声のみの登場となった。
オーピーからは「マスター」と呼ばれている。マトリクスを送ったり、アドバイスをするなどアームズマイクロンたちに助力している。
自身の人気の下落を気にしている様子。
エアラクニッド
声 - 柚木涼香
ディセプティコンの女性戦士である追跡者。
第36話で登場し、イダに「お姉さん」と呼ぶよう注意しているが、「お母さん」と呼ばれている。

### 放送局
ここでは主に日本語版の放送局について記載する。
| 放送地域       | 放送局                    | 放送期間                       | 放送日時               | 放送系列         | 備考             |
| -------------- | ------------------------- | ------------------------------ | ---------------------- | ---------------- | ---------------- |
| 愛知県         | テレビ愛知                | 2012年4月7日 - 2013年3月30日   | 毎週土曜 8:00 - 8:30   | テレビ東京系列   | 製作局 字幕放送  |
| 関東広域圏     | テレビ東京                | 2012年4月7日 - 2013年3月30日   | 毎週土曜 8:00 - 8:30   | テレビ東京系列   | 字幕放送         |
| 大阪府         | テレビ大阪                | 2012年4月7日 - 2013年3月30日   | 毎週土曜 8:00 - 8:30   | テレビ東京系列   | 字幕放送         |
| 北海道         | テレビ北海道              | 2012年4月7日 - 2013年3月30日   | 毎週土曜 8:00 - 8:30   | テレビ東京系列   | 字幕放送         |
| 岡山県・香川県 | テレビせとうち            | 2012年4月7日 - 2013年3月30日   | 毎週土曜 8:00 - 8:30   | テレビ東京系列   | 字幕放送         |
| 福岡県         | TVQ九州放送               | 2012年4月7日 - 2013年3月30日   | 毎週土曜 8:00 - 8:30   | テレビ東京系列   | 字幕放送         |
| 長野県         | 長野朝日放送              | 2012年4月21日 - 2013年4月27日  | 毎週土曜 6:00 - 6:30   | テレビ朝日系列   |                  |
| 岩手県         | 岩手朝日テレビ            | 2012年4月21日 - 2013年4月27日  | 毎週土曜 6:00 - 6:30   | テレビ朝日系列   |                  |
| 静岡県         | 静岡朝日テレビ            | 2012年4月21日 - 2013年5月4日   | 毎週土曜 6:15 - 6:45   | テレビ朝日系列   |                  |
| 新潟県         | 新潟総合テレビ            | 2012年4月21日 - 2013年4月27日  | 毎週土曜 10:00 - 10:30 | フジテレビ系列   |                  |
| 広島県         | 広島ホームテレビ          | 2012年4月22日 - 2013年4月28日  | 毎週日曜 6:00 - 6:30   | テレビ朝日系列   |                  |
| 宮城県         | 仙台放送                  | 2012年4月22日 - 2013年4月28日  | 毎週日曜 6:30 - 7:00   | フジテレビ系列   |                  |
| 熊本県         | くまもと県民テレビ        | 2012年4月22日 - 2013年4月28日  | 毎週日曜 7:30 - 8:00   | 日本テレビ系列   |                  |
| 鹿児島県       | 鹿児島テレビ              | 2012年4月23日 - 2013年5月6日   | 毎週月曜 15:30 - 16:00 | フジテレビ系列   |                  |
| 和歌山県       | テレビ和歌山              | 2012年4月23日 - 2013年4月15日  | 毎週月曜 17:30 - 18:00 | 独立局           |                  |
| 滋賀県         | びわ湖放送                | 2012年4月26日 - 2013年4月25日  | 毎週木曜 17:15 - 17:45 | 独立局           |                  |
| 奈良県         | 奈良テレビ                | 2012年5月1日 - 2013年4月30日   | 毎週火曜 7:30 - 7:59   | 独立局           |                  |
| 岐阜県         | 岐阜放送                  | 2012年5月2日 - 2013年5月8日    | 毎週水曜 18:30 - 19:00 | 独立局           |                  |
| 日本全域       | カートゥーン ネットワーク | 2012年10月20日 - 2014年1月31日 | 毎週金曜 19:30 - 20:00 | アニメ専門CS放送 | リピート放送あり |

### DVD
avex entertainment（現・Avex Entertainment Inc.）より発売。全26巻。
本編各2話収録の他、『サイバトロンサテライト こちらトランスフォーマー部』と『アームズマイクロン劇場』も収録。

## 玩具

### ファーストエディション
本編の日本放映を前に販売されたシリーズ。北米と同時期に販売され、日本ではオリジナルのカラーリングに塗装されている。放映前に設計された玩具が多く、デザインに差異があるものもある。パッケージは従来同様ブリスターを使用したもので、開封後も台座として使用できるようになっている。

#### オートボット（ファーストエディション）
オプティマスプライム
バンブルビー
バルクヘッド
アーシー
クリフジャンパー

#### ディセプティコン（ファーストエディション）
メガトロン
スタースクリーム
ディセプティコンビーコン

#### 日本限定発売
シャイニングオプティマスプライム
東京おもちゃショー2012にて限定発売。ボディにクリアパーツを使用している。

### RobotsInDisguise / アームズマイクロンシリーズ
アメリカでの本編開始後に販売されたシリーズ。ファーストエディションと比べて変形の簡略化が図られており、ファーストエディションのラインナップと重複したキャラクターもいるが、それらも新規に金型を設計されて劇中のイメージに近づけられている。劇中に準拠した武器パーツや、電飾の内蔵された武器パーツパワーライザーが付属しているのが特徴。日本では「アームズマイクロンシリーズ（AM）」として組立式のアームズマイクロンと共に展開されている。日本展開されるにあたってカラーリングの変更やアームズマイクロンに対応した5mmジョイントの追加が施され、また塗装の代わりにシールを貼る仕様となっている。ラインナップには海外RIDシリーズに加えて、ファーストエディションシリーズからの仕様変更品や日本限定品もある。DXクラスの包装にブリスターを使用せず紙製の箱となっているのも特徴である（ただし海外のRIDシリーズはブリスターが使用されており、DXクラス以外の玩具については海外に準拠した包装となっている）。なお、アームズマイクロンが付属しているのと引き換えに、海外版で付属していた武器パーツやパワーライザーは付属しない。

#### オートボット（アームズマイクロンシリーズ）
オプティマスプライム
日本ではブラスターに変形するアームズマイクロン「オーピー」（ピュア属性で、エネルゴンクリスタルはアタック）が付属。
オライオンパックス
海外で発売されたDXクラス玩具の仕様変更品。
日本ではジョーシン キッズランド、ビックカメラ限定品として販売され、ブレードに変形するアームズマイクロン「ゴールドメタルアルエ」が付属。
アームズマスターオプティマス
日本のみ。オプティマスプライムの大型玩具。日本で展開されるにあたってマトリクスと、シーズン2終盤に登場した武器（マトリクスセイバー）などが付属し、トイザらス限定品として販売された。
ブレードに変形するアームズマイクロン「シャイニングアルエ」が付属。
バトルシールドオプティマス
日本のみ。オプティマスプライムの大型玩具。トイザらス限定品として販売された。
ジャベリン（槍）に変形するアームズマイクロン「ゴールドプラル」（ポジトロ属性で、エネルゴンクリスタルはスピード）、アックス（斧）に変形するアームズマイクロン「ゴールドサイス」（ポジトロ属性で、エネルゴンクリスタルはヒットポイント）、スピア（槍）に変形するアームズマイクロン「ゴールドジェイズ」（ポジトロ属性で、エネルゴンクリスタルはアタック）が付属。
ダークガードオプティマスプライム
日本のみ。サイバトロンサテライト限定品として販売された。
バンブルビー
日本ではツインカノンに変形するアームズマイクロン「ビーツー」（ピュア属性で、エネルゴンクリスタルはスピード）が付属。
ホットショット
海外のみ。バンブルビーの頭部とカラーリングを変更したもの。
テラーコンバンブルビー
バンブルビーのカラーリングをクリアパープルに変更したもの。付属しているアームズマイクロンも異なる。日本ではイオン限定品として販売された。
日本ではサソリからフレキシブルロッドに変形するアームズマイクロン「テラーコンゾリ」（ダーク属性で、エネルゴンクリスタルはスピード）が付属。
ガトリングバンブルビー
バンブルビーの大型玩具。日本ではトイザらス限定品として販売された。
日本ではツインカノンに変形するアームズマイクロン「ビーツーA」が付属。
アーシー
日本ではエッジブレードに変形するアームズマイクロン「アルク」（ファスト属性で、エネルゴンクリスタルはスピード）が付属。
ラチェット
日本ではブレードに変形するアームズマイクロン「アルエ」（ピュア属性で、エネルゴンクリスタルはヒットポイント）が付属。
クリフジャンパー
日本では三連カノンに変形するアームズマイクロン「シエル」（ファスト属性で、エネルゴンクリスタルはアタック）が付属。
バルクヘッド
日本ではレッキングボールに変形するアームズマイクロン「ベーハー」（ファスト属性で、エネルゴンクリスタルはヒットポイント）が付属。
スワーブ
日本のみ。ウォーブレークダウンの頭部とカラーリングを変更したもの。
サークルソーに変形するアームズマイクロン「ソウ」（マグネ属性で、エネルゴンクリスタルはヒットポイント）が付属。
カップ
海外のみ。元々はアイアンハイドとして設計されたもので、デザインも従来のアイアンハイドを意識しているが、海外ではカップとして販売されることになった。
アイアンハイド
日本のみ。海外で発売されたカップの仕様変更品でカラーリングが変更されている。
カノンに変形するアームズマイクロン。「アイロ」玩具（シールド属性で、エネルゴンクリスタルはスピード）が付属。
ホイルジャック
日本では刀に変形するアームズマイクロン「ウージ」（シールド属性で、エネルゴンクリスタルはアタック）が付属。
スモークスクリーン
日本のみ。メディックノックアウトの頭部とカラーリングを変更したもの。
アロー（クロスボウ）に変形するアームズマイクロン「エスツー」（マグネ属性で、エネルゴンクリスタルはスピード）が付属。
ウルトラマグナス
日本ではハンマーに変形するアームズマイクロン「ウルマ」（シールド属性で、エネルゴンクリスタルはヒットポイント）が付属。
レオプライム
日本のみ。サンダートロンの仕様変更品で、カラーリングや設定などは『ビーストウォーズII 超生命体トランスフォーマー』のライオコンボイに準拠している。また付属するアームズマイクロン「レオピー」（マグネ属性で、エネルゴンクリスタルはアタック）の形状は、同作に登場したムーンに酷似している。

#### ディセプティコン（アームズマイクロンシリーズ）
メガトロン
日本ではファーストエディションからの流用と、海外のRIDシリーズで発売されたボイジャークラス玩具の二種類が販売されている。
日本ではゴリラからブレードカノンに変形するアームズマイクロン「ゴラ」（ナチュラル属性で、エネルゴンクリスタルはヒットポイント）が付属。
メガトロンダークネス
日本のみ。海外のRIDシリーズで販売されたボイジャークラス玩具の仕様変更品で、メッキパーツが使用されている。変形パターンや造型はファーストエディションを踏襲している。
ゴリラからフュージョンカノンに変形するアームズマイクロン「ゴラII（ツー）」（ダーク属性で、エネルゴンクリスタルはヒットポイント）、コウモリモード（バットモード）・大鎌モード（メテオサイズ）・合体モード（ウィングモード）の3モードに変形するアームズマイクロン「ハデス」（チタン属性で、エネルゴンクリスタルはアタック、ヒットポイント、スピード）が付属。
ファイナルバトルメガトロン
劇中同様右腕を変更している。
日本ではカブトガニからダブルブレードに変形するアームズマイクロン「シャドウガブ」（デスダーク属性で、エネルゴンクリスタルはヒットポイント）、 ファルコンからワイドブレード（ナタ）に変形するアームズマイクロン「シャドウバル」（デスダーク属性で、エネルゴンクリスタルはアタック）、ワニからロケットランチャーに変形するアームズマイクロン「シャドウガブ」（デスダーク属性で、エネルゴンクリスタルはスピード）が付属。
スタースクリーム
日本ではイーグル（鷲）からプラズマカノンに変形するアームズマイクロン「グル」（ダーク属性で、エネルゴンクリスタルはアタック）が付属。
スカイワープ
日本のみ。ファーストエディション版スタースクリームのカラーリングとパーツを変更したもので、設定なども従来のスカイワープに準拠している。
バッファロー（牛）から手裏剣に変形するアームズマイクロン「バロ」（マッド属性で、エネルゴンクリスタルはアタック）が付属。
サンダークラッカー
日本のみ。スカイワープのカラーリングを変更したもので、設定なども従来のサンダークラッカーのそれに準拠している。日本ではエディオン、ヤマダ電機、ヨドバシカメラ限定品として販売された。
バッファロー（牛）から手裏剣に変形するアームズマイクロン「シルバーメタルバロ」が付属。
ディセプティコンビーコン
日本ではイノシシからビームガンに変形するアームズマイクロン「ノジ」（パワー属性で、エネルゴンクリスタルはスピード。
ジェットビーコン
日本のみ。ビーコンのカラーリングとパーツを変更したもの。
イグアナからビームガンに変形するアームズマイクロン「イグ」（ナチュラル属性で、エネルゴンクリスタルはスピード）が付属。
ジェットビーコンジェネラル
ジェットビーコンのカラーリングを変更したもの。
日本ではジェットビーコンに付属されたイグのシルバーバージョンの「イグS」が付属
サウンドウェーブ
日本ではサソリからフレキシブルロッドに変形するアームズマイクロン「ゾリ」（ダーク属性で、エネルゴンクリスタルはスピード）が付属。
メディックノックアウト
日本ではカニからスピアに変形するアームズマイクロン「グラ」（マッド属性で、エネルゴンクリスタルはヒットポイント）が付属。
ウォーブレークダウン
日本のみ。
サイからハンマーに変形するアームズマイクロン「ザム」（ナチュラル属性で、エネルゴンクリスタルはアタック）が付属。
サイラスブレークダウン
日本のみ。ウォーブレークダウンのカラーリングと一部パーツを変更・追加したもの。
カマキリからツインブレードに変形するアームズマイクロン「マギ」（ミスティック属性で、エネルゴンクリスタルはアタック）が付属。
テラーコンクリフジャンパー
ファーストエディション・クリフジャンパーのカラーリングとパーツを変更したもので、クリアパープルのカラーリングとなっている。海外では劇中準拠のカラーリングへ変更されたものがイベントにて限定販売された。
日本ではチーターからチェーンソーに変形するアームズマイクロン「ジダ」（パワー属性で、エネルゴンクリスタルはヒットポイント）が付属。
エアラクニッド
日本ではクモからハンドクローに変形するアームズマイクロン「イダ」（パワー属性で、エネルゴンクリスタルはアタック）が付属。
ガイアユニクロン
日本のみ。メッキが施されている。
モグラからクローに変形するアームズマイクロン「ボグ」（アイス属性で、エネルゴンクリスタルはスピード）が付属。
ナイトメアユニクロン
日本のみ。第2回アームズアップコンテストの賞品で、後にサイバトロンサテライト限定品として販売された。ガイアユニクロンのカラーリングとパーツを変更したもので、ブラックのカラーリングとなっている。
モグラからクローに変形するアームズマイクロン「ボグM」が付属。
ドレッドウイング
元々はスカイクエイクとして開発されていたものだが、ドレッドウイングとして販売された。
日本ではサメからキャノンに変形するアームズマイクロン「ジグ」（ミスティック属性で、エネルゴンクリスタルはスピード）が付属。
スカイクエイク
ネメシスプライム
日本のみ。オプティマスプライムのカラーリングを変更したものであるが、劇中に準拠したものというよりは、過去に発売された同名のキャラクターや限定品のブラックコンボイを意識したものとなっている。
ノコギリザメからバトルブレードに変形するアームズマイクロン「ギザ」（アイス属性で、エネルゴンクリスタルはヒットポイント）が付属。
フレンジー
日本ではタコからハンマーに変形するアームズマイクロン「ダゴF」（ミスティック属性で、エネルゴンクリスタルはヒットポイント）が付属。
ランブル
上記フレンジーのカラーリングを変更したもの。
日本ではタコからハンマーに変形するアームズマイクロン「ダゴR」（ミスティック属性で、エネルゴンクリスタルはヒットポイント）が付属。
ショックウェーブ
トランスフォーマージェネレーションで発売された同名のキャラクターにパーツを追加したもの。本来は日本未発売のPCゲーム版Transformers:WarForCybertron（トランスフォーマー: ウォー フォー サイバトロン）で登場したショックウェーブの玩具であるため、翼の有無など大まかなシルエットは似ているが劇中よりも細身で細部も異なっている。
日本ではカブトムシからレーザーカノンに変形するアームズマイクロン「ビド」（アイス属性で、エネルゴンクリスタルはアタック）が付属。
スタントワイルドライダー
日本のみ。ホイルジャックの頭部とカラーリングを変更したもの。
マンモスからキャノン（グレネードランチャー）に変形するアームズマイクロン「オズ」（マッド属性で、エネルゴンクリスタルはスピード）が付属。
デッドエンド
海外のみ。ホイルジャックの頭部とカラーリングを変更したもの。

#### その他（アームズマイクロンシリーズ）
サンダートロン
プレダキング
シナーツイン

### EZコレクション
簡易変形シリーズ。
オプティマスプライム
バンブルビー
アーシー
ラチェット
バルクヘッド
クリフジャンパー
アイアンハイド
ウルトラマグナス
イーバック
海外では実写版シリーズとして発売されていたもの。
メガトロン
ディセプティコンビーコン
スタースクリーム
ウォーブレークダウン
ドレッドウイング
スカイクエイク
メディックノックアウトwithエネルゴンドリラー
ホイルジャックwithスターハンマー
オプティマスグランドベース
フレイムウォー
海外のみ。アーシーのカラーリングを変更したもの。

## ゲーム
『アームズアップ ミッションズ』
公式サイトで2012年4月からサービス開始のオンラインゲーム。アームズマイクロンシリーズ付属のキャラコードを使い遊ぶことができる。2013年3月15日でサービス終了。
Transformers: Prime THE GAME
北米版ニンテンドーDS、Wii、ニンテンドー3DS、Wii Uソフト。
ニンテンドーDS、Wii、ニンテンドー3DS版は2012年10月30日、Wii U]版は2012年11月18日に発売。
ジャンルはアクションゲーム。日本では未発売。ゲームオリジナルキャラクターとしてユニクロンの部下のサンダーウイングが登場する。

## タイアップ
『トランスフォーマー/ダークサイド・ムーン』に引き続き、2013年2月の旭川冬まつりとのタイアップが行われ、公式の大雪像が製作された。